# Strasbourg
Strasbourg (tiếng Đức: Straßburg) là thủ phủ của vùng Grand Est trong miền đông bắc của nước Pháp, tỉnh lỵ của tỉnh Bas-Rhin, đồng thời cũng là trụ sở quản lý hành chính của hai quận (arrondissement) Strasbourg-Campagne và Strasbourg-Ville. Thành phố có dân số là 272.800 người (thời điểm 2004).
Strasbourg là nơi đặt trụ sở của nhiều cơ quan châu Âu như Hội đồng châu Âu, Nghị viện châu Âu, Tòa án Nhân quyền châu Âu, Quân đoàn châu Âu (Eurocorps). Thành phố có lịch sử ngàn năm này nổi tiếng vì truyền thống lịch sử và văn hóa lâu đời.

## Địa lý
Thành phố nằm cạnh sông Ill (Alsace). Trên Grande Île (Đảo Lớn) được bao bọc bởi hai nhánh sông Ill là khu phố cổ. Về phía đông của thành phố là cảng nội địa cạnh sông Rhein. Trên bờ sông phía đông đối diện là thành phố Kehl của Đức. Strasbourg là điểm cuối của Canal de la Marne au Rhin.
Strasbourg được chia thành nhiều khu phố, trong đó có Esplanade, Robertsau, Cronenbourg, Koenigshoffen, Hautepierre, Elsau, Krutenau, Neudorf, Meinau và Neuhof.

### Khí hậu
| Dữ liệu khí hậu của Strasbourg (1981–2010)               | Dữ liệu khí hậu của Strasbourg (1981–2010) | Dữ liệu khí hậu của Strasbourg (1981–2010) | Dữ liệu khí hậu của Strasbourg (1981–2010) | Dữ liệu khí hậu của Strasbourg (1981–2010) | Dữ liệu khí hậu của Strasbourg (1981–2010) | Dữ liệu khí hậu của Strasbourg (1981–2010) | Dữ liệu khí hậu của Strasbourg (1981–2010) | Dữ liệu khí hậu của Strasbourg (1981–2010) | Dữ liệu khí hậu của Strasbourg (1981–2010) | Dữ liệu khí hậu của Strasbourg (1981–2010) | Dữ liệu khí hậu của Strasbourg (1981–2010) | Dữ liệu khí hậu của Strasbourg (1981–2010) | Dữ liệu khí hậu của Strasbourg (1981–2010) |
| Tháng                                                    | 1                                          | 2                                          | 3                                          | 4                                          | 5                                          | 6                                          | 7                                          | 8                                          | 9                                          | 10                                         | 11                                         | 12                                         | Năm                                        |
| -------------------------------------------------------- | ------------------------------------------ | ------------------------------------------ | ------------------------------------------ | ------------------------------------------ | ------------------------------------------ | ------------------------------------------ | ------------------------------------------ | ------------------------------------------ | ------------------------------------------ | ------------------------------------------ | ------------------------------------------ | ------------------------------------------ | ------------------------------------------ |
| Cao kỉ lục °C (°F)                                       | 17.5 (63.5)                                | 21.1 (70.0)                                | 25.7 (78.3)                                | 30.0 (86.0)                                | 33.4 (92.1)                                | 37.0 (98.6)                                | 37.4 (99.3)                                | 38.5 (101.3)                               | 33.4 (92.1)                                | 29.1 (84.4)                                | 22.1 (71.8)                                | 18.3 (64.9)                                | 38.5 (101.3)                               |
| Trung bình ngày tối đa °C (°F)                           | 4.5 (40.1)                                 | 6.4 (43.5)                                 | 11.4 (52.5)                                | 15.7 (60.3)                                | 20.2 (68.4)                                | 23.4 (74.1)                                | 25.7 (78.3)                                | 25.4 (77.7)                                | 21.0 (69.8)                                | 15.3 (59.5)                                | 8.8 (47.8)                                 | 5.2 (41.4)                                 | 15.3 (59.5)                                |
| Tối thiểu trung bình ngày °C (°F)                        | −0.8 (30.6)                                | −0.6 (30.9)                                | 2.5 (36.5)                                 | 5.2 (41.4)                                 | 9.8 (49.6)                                 | 12.8 (55.0)                                | 14.5 (58.1)                                | 14.1 (57.4)                                | 10.6 (51.1)                                | 7.1 (44.8)                                 | 2.8 (37.0)                                 | 0.3 (32.5)                                 | 6.6 (43.9)                                 |
| Thấp kỉ lục °C (°F)                                      | −23.6 (−10.5)                              | −22.3 (−8.1)                               | −16.7 (1.9)                                | −5.6 (21.9)                                | −2.4 (27.7)                                | 1.1 (34.0)                                 | 4.9 (40.8)                                 | 4.8 (40.6)                                 | −1.3 (29.7)                                | −7.6 (18.3)                                | −10.8 (12.6)                               | −23.4 (−10.1)                              | −23.6 (−10.5)                              |
| Lượng Giáng thủy trung bình mm (inches)                  | 32.2 (1.27)                                | 34.5 (1.36)                                | 42.8 (1.69)                                | 45.9 (1.81)                                | 81.9 (3.22)                                | 71.6 (2.82)                                | 72.7 (2.86)                                | 61.4 (2.42)                                | 63.5 (2.50)                                | 61.5 (2.42)                                | 47.0 (1.85)                                | 50.0 (1.97)                                | 665.0 (26.18)                              |
| Số ngày giáng thủy trung bình                            | 8.4                                        | 8.1                                        | 9.1                                        | 9.2                                        | 11.5                                       | 10.7                                       | 10.8                                       | 9.9                                        | 8.6                                        | 9.5                                        | 9.3                                        | 9.8                                        | 114.9                                      |
| Số ngày tuyết rơi trung bình                             | 7.8                                        | 6.7                                        | 4.0                                        | 1.5                                        | 0.1                                        | 0.0                                        | 0.0                                        | 0.0                                        | 0.0                                        | 0.0                                        | 3.4                                        | 6.3                                        | 29.8                                       |
| Độ ẩm tương đối trung bình (%)                           | 86                                         | 82                                         | 76                                         | 72                                         | 73                                         | 74                                         | 72                                         | 76                                         | 80                                         | 85                                         | 86                                         | 86                                         | 79                                         |
| Số giờ nắng trung bình tháng                             | 58.1                                       | 83.8                                       | 134.8                                      | 180.0                                      | 202.5                                      | 223.8                                      | 228.6                                      | 219.6                                      | 164.5                                      | 98.7                                       | 55.3                                       | 43.1                                       | 1.692,7                                    |
| Nguồn 1: Meteo France                                    |                                            |                                            |                                            |                                            |                                            |                                            |                                            |                                            |                                            |                                            |                                            |                                            |                                            |
| Nguồn 2: Infoclimat.fr (độ ẩm, ngày tuyết rơi 1961–1990) |                                            |                                            |                                            |                                            |                                            |                                            |                                            |                                            |                                            |                                            |                                            |                                            |                                            |

## Lịch sử
Strasbourg được thành lập dưới thời của hoàng đế La Mã Augustus trong năm 12 TCN, thời đấy có tên là Argentoratum. Thành phố ban đầu chỉ là một tiền đồn của tỉnh Germania Superior. Quân đoàn La Mã Legio VIII Augusta dưới quyền chỉ huy của Piranus Clemens đã xây dựng trong năm 74 một con đường từ Augusta Vindelecorum qua thung lũng Kinzig đến Argentoratum (Strasbourg) kết nối với đường đi đến Mogontiacum (Mainz). Từ thế kỷ thứ 4 Strasbourg là nơi ngự trị của tổng giám mục, sau đó bị người Alamani, Huns và Frank chiếm đoạt một thời gian.

### Thành phố đế chế tự trị
Trong thời Trung cổ Strasbourg thuộc về Đế quốc La Mã thần thánh và đã phát triển trở thành một trung tâm kinh tế quan trọng. Bắt đầu từ năm 1262 Strasbourg là thành phố đế chế độc lập. Sau trận đại dịch năm 1348 một trong những cuộc tàn sát người Do Thái đầu tiên và lớn nhất thời Trung cổ đã được tiến hành vào ngày 14 tháng 2 năm 1349: Hằng trăm người Do Thái (theo một số tài liệu là đến 3.000 người) tại Strasbourg đã bị thiêu sống công khai, những người sống sót bị đuổi ra khỏi thành phố. Cho đến thế kỷ 18 người Do Thái vẫn bị cấm không được lưu lại bên trong khu vực tường thành của thành phố sau 10 giờ đêm, những người trái lệnh sẽ bị tử hình.
Năm 1439 tháp bắc của Nhà thờ lớn Strasbourg được hoàn thành. Cho đến năm 1874 nhà thờ này là ngôi nhà cao nhất thế giới và cho đến nay vẫn thuộc vào trong số các nhà thờ cao nhất thế giới.

### Thời kỳ thuộc Pháp

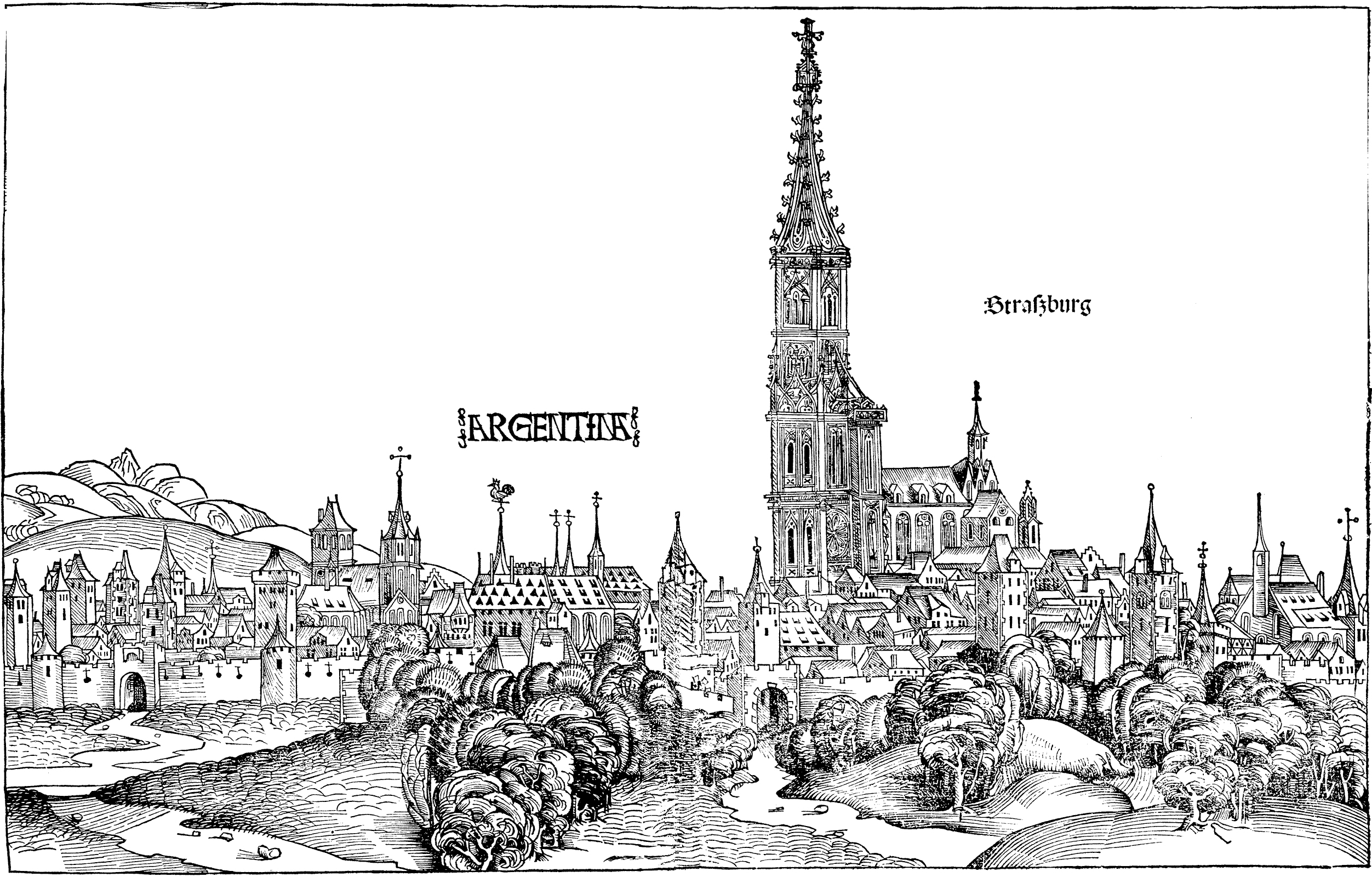
Strasbourg năm 1493

Sau năm 1648 nước Pháp cố gắng mở rộng biên giới đến sông Rhein. Strasbourg lọt vào tầm ngắm của vua Louis XIV. Sau khi quân đội Pháp chiếm lĩnh thành phố vào tháng 9 năm 1681, Hiệp ước Rijswijk 1679 cuối cùng đã công nhận chính thức sự thay đổi này. Những người theo đạo Tin Lành không được phép làm việc trong các công sở nữa. Mặc dù vậy, trường Đại học Strasbourg mang nhiều ảnh hưởng của Đức và đạo Tin Lành vẫn tiếp tục tồn tại. Ngoài ra, vùng Alsace còn bị chia cắt với nước Pháp còn lại bởi một hàng rào thuế quan trong khi lại không có ranh giới thuế quan với nước Đức. Vì thế mà thành phố và vùng phụ cận vẫn nói tiếng Đức và chịu nhiều ảnh hưởng của văn hóa Đức.
Johann Wolfgang Goethe đã học đại học tại đây trong thời gian 1770/1771. Trong những năm đấy thành phố là điểm kết tinh của phong trào văn học "Sturm und Drang". Jakob Michael Reinhold Lenz và Johann Gottfried Herder cũng đã từng sống tại đây.
Trong thời gian của cuộc Cách mạng Pháp thành phố đã là điểm thu hút cho những người theo phái Cộng hòa từ nước Đức. Người nổi tiếng nhất là Eulogius Schneider. Trong những năm và thập niên kế tiếp sau đấy Strasbourg đã trở thành nơi lưu vong cho những người Đức đối lập và cách mạng, thí dụ như cho Georg Büchner.
Claude Joseph Rouget de Lisle đã sáng tác bài La Marseillaise tại đây.

### Thuộc về Đế chế Đức

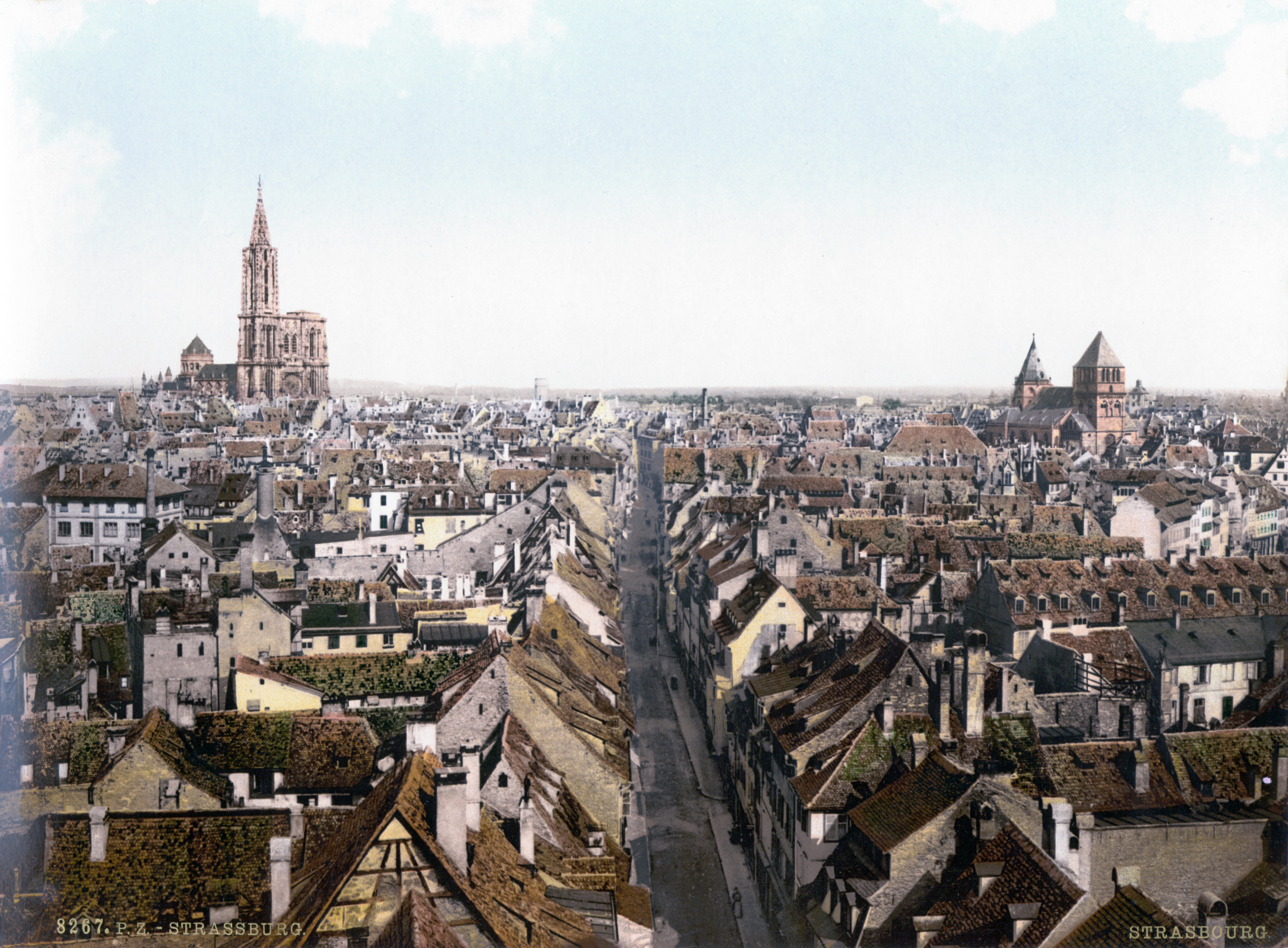
Strasbourg vào khoảng năm 1895

Năm 1871, sau cuộc Chiến tranh Pháp-Phổ, Đế quốc Đức tuyên bố Strasbourg trở thành thủ phủ của vùng Elsaß-Lothringen. Trong chiến tranh, Strasbourg đã bị quân đội Đức bao vây và bắn phá dữ dội. Thư viện thành phố với phần lớn sách hiếm quý cũng như là Viện Bảo tàng Nghệ thuật đã bị phá hủy.
Sau năm 1871, bên cạnh Metz và Köln, Strasbourg đã được xây dựng trở thành một trong những thành trì quan trọng nhất ở phía tây của Đế chế Đức. Sau cuộc Chiến tranh Đức-Pháp 1871 và tái chiếm lĩnh Alsace-Lothringen bởi Đế quốc Đức tình hình chính trị rất phức tạp. Đa số người dân Alsace không đồng ý sáp nhập vào Đế quốc Đức vừa được thành lập, việc có thể thấy qua các kết quả bầu cử sau năm 1871: đảng tự trị là đảng chính trị dẫn đầu cho đến 1890. Trong những năm sau 1871 kinh tế của thành phố Strasbourg và của vùng Alsace đã tăng trưởng cao, hòa giải ít nhất là một phần dân cư với việc thống trị của Đức – Phổ.
Năm 1872 trường đại học được tái thành lập dưới tên Trường Đại học Hoàng đế Wilhelm (Kaiser-Wilhelm-Universität) theo tên của Kaiser Wilhelm I – vị hoàng đế đầu tiên của Đế quốc Đức – và những năm sau đấy đã phát triển trở thành một trong những trường đại học quan trọng nhất trong Đế quốc Đức.

### Giữa các cuộc thế chiến
Sau Chiến tranh thế giới thứ nhất và sự thoái ngôi của Đức hoàng Wilhelm II vào tháng 11 năm 1918, Alsace-Lothringen tuyên bố trở thành Cộng hòa độc lập Alsace-Lothringen nhưng đã bị quân đội Pháp chiếm đóng chỉ trong vài ngày. Sau đấy, thể theo Hòa ước Versailles 1919 Strasbourg lại thuộc về Pháp.

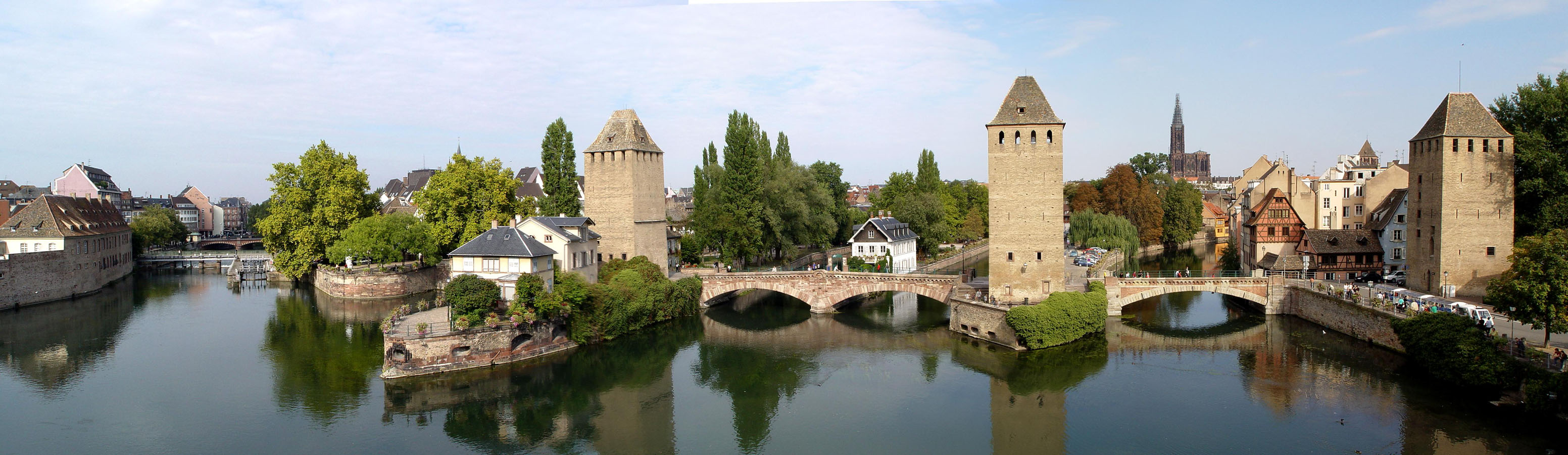
Toàn cảnh Strasbourg với 3 tháp của tường thành phòng thủ ngày xưa

Trong thời gian từ khi Đức xâm lược Ba Lan vào ngày 1 tháng 9 năm 1939 và tuyên bố chiến tranh của Anh-Pháp vào ngày 3 tháng 9 năm 1939 chống lại Đức Quốc xã, dân cư của thành phố Strasbourg đã được di tản cũng như dân cư tại toàn bộ các xã gần biên giới khác. Trong vòng 10 tháng, cho đến khi quân đội Đức tiến vào thành phố vào giữa tháng 6 năm 1940 trong Trận chiến nước Pháp, đã không có một ai sống trong thành phố trừ những người lính đóng trong quân trại. Strasbourg bị quân đội Đức chiếm đóng cho đến năm 1944.
Sau Chiến tranh thế giới thứ hai, nhờ vào công lao của thị trưởng lâu năm của Strasbourg, Pierre Pflimlin, mà thành phố đã trở thành biểu tượng cho sự hòa giải Đức-Pháp và cho sự thống nhất của châu Âu.

## Thắng cảnh và công trình tưởng niệm

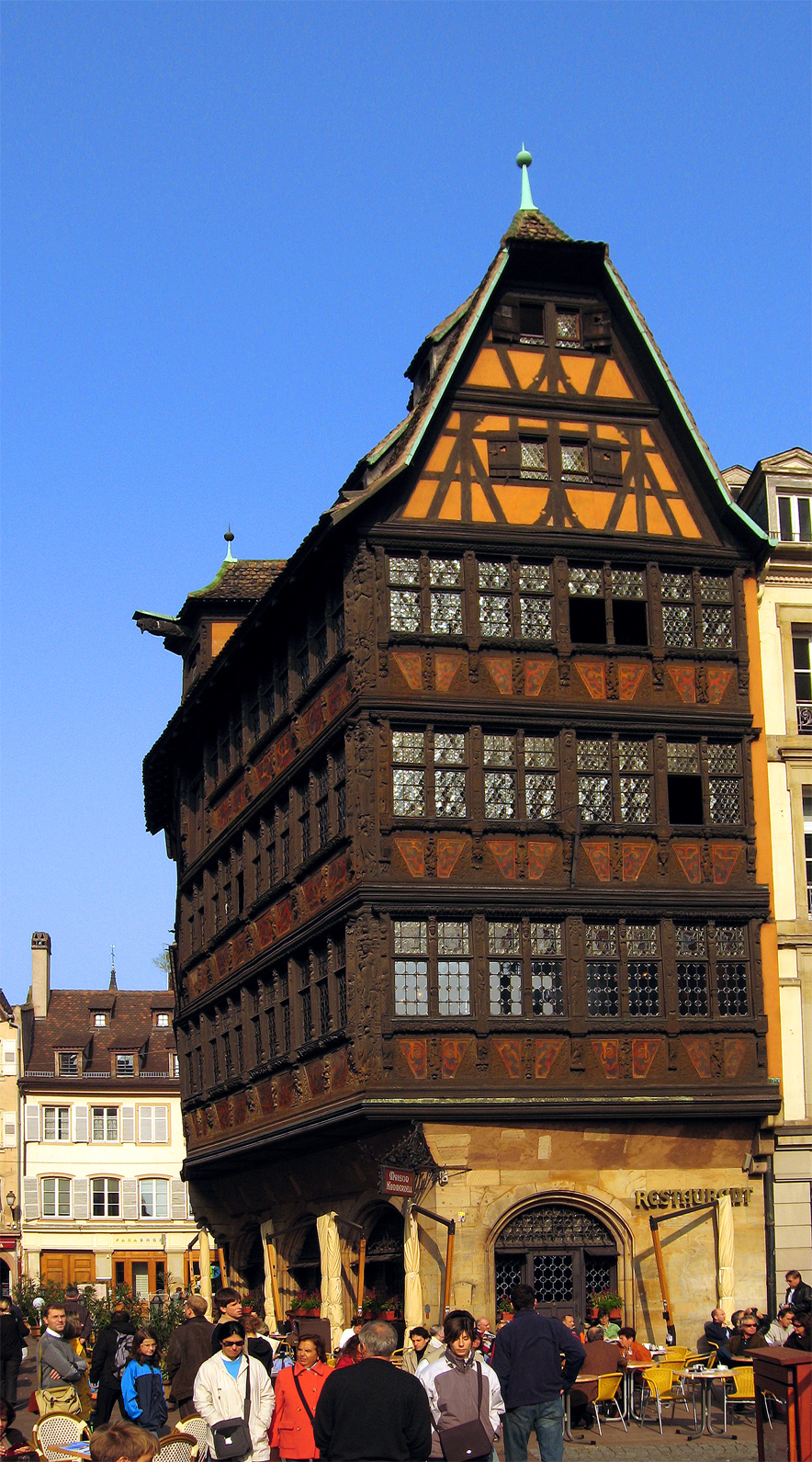
Ngôi nhà cổ nổi tiếng Maison Kammerzell xây năm 1427 trong Strasbourg.

Khu phố cổ vẫn còn trong tình trạng tốt của Strasbourg, Île de la Cité, được bao bọc bởi sông Ill, là một sông phụ của sông Rhein. Từ năm 1988 khu phố này là di sản thế giới. Biểu tượng của thành phố là Nhà thờ Đức Bà Strasbourg, được xây theo phong cách Gothic trong thời gian 1176-1439. Quảng trường Nhà thờ là một trong những quảng trường đẹp nhất châu Âu. Ở đấy có nhiều ngôi nhà cổ được xây theo phong cách của Nam Đức, thường có bốn đến năm tầng với mái ngói rất dốc.
Đối diện với cổng nam của nhà thờ là dinh thự Rohan, đã từng là nơi ngự trị của các tổng giám mục Strasbourg, trong thế kỉ 18 đều xuất thân từ gia đình Rohan. Dinh thự do Robert de Cotte phác thảo và do Joseph Massol lãnh đạo xây dựng trong thời gian từ 1731-1742. Dinh thự được xây theo phong cách và cùng vật liệu xây dựng với kiến trúc của Paris thời đấy và vì thế khác biệt rõ với các công trình xây dựng lâu đời hơn tại Strasbourg. Ngày nay dinh thự là viện bảo tàng, có thể thăm viếng các phòng cổ ngày xưa.
Được khách du lịch ưa chuộng là "Khu phố thợ thuộc da", hay còn gọi là La Petite France nằm cạnh bờ sông Ill và nhiều kênh đào với nhiều ngôi nhà cũ đẹp, ngỏ hẻm và mái nhà đặc trưng. Ngày xưa, trên hòn đảo này là một bệnh viện quân đội dành cho những người lính mắc bệnh giang mai mà ngày đấy còn được gọi một cách khinh miệt là "bệnh người Pháp", khi mà Strasbourg chưa thuộc về Pháp. Tên của khu phố xuất phát từ khái niệm này.
Cũng đáng tham quan là các công trình từ thời Đế chế Đức như nhà ga, Trường Đại học Nghệ thuật, trường nữ ngày xưa, dinh thự hoàng đế Palais du Rhin, tòa án và Trường Đại học với thư viện và đài thiên văn. Nhà thờ Do Thái Synagogue de la Paix được xây năm 1958 ngay tại vị trí của một nhà thờ cũ đã bị phá hủy.

## Văn hóa

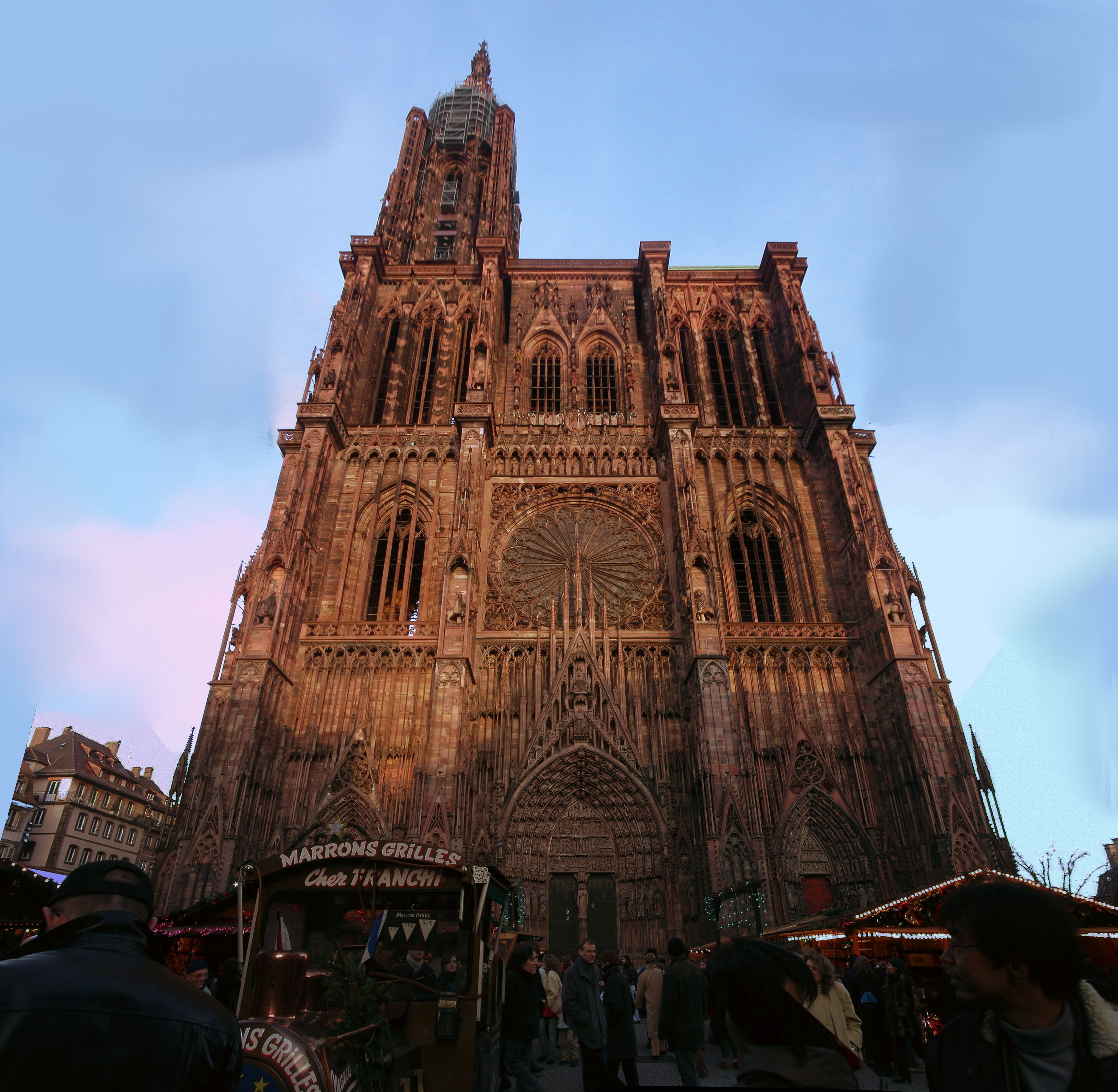
Nhà thờ Đức Bà Strasbourg

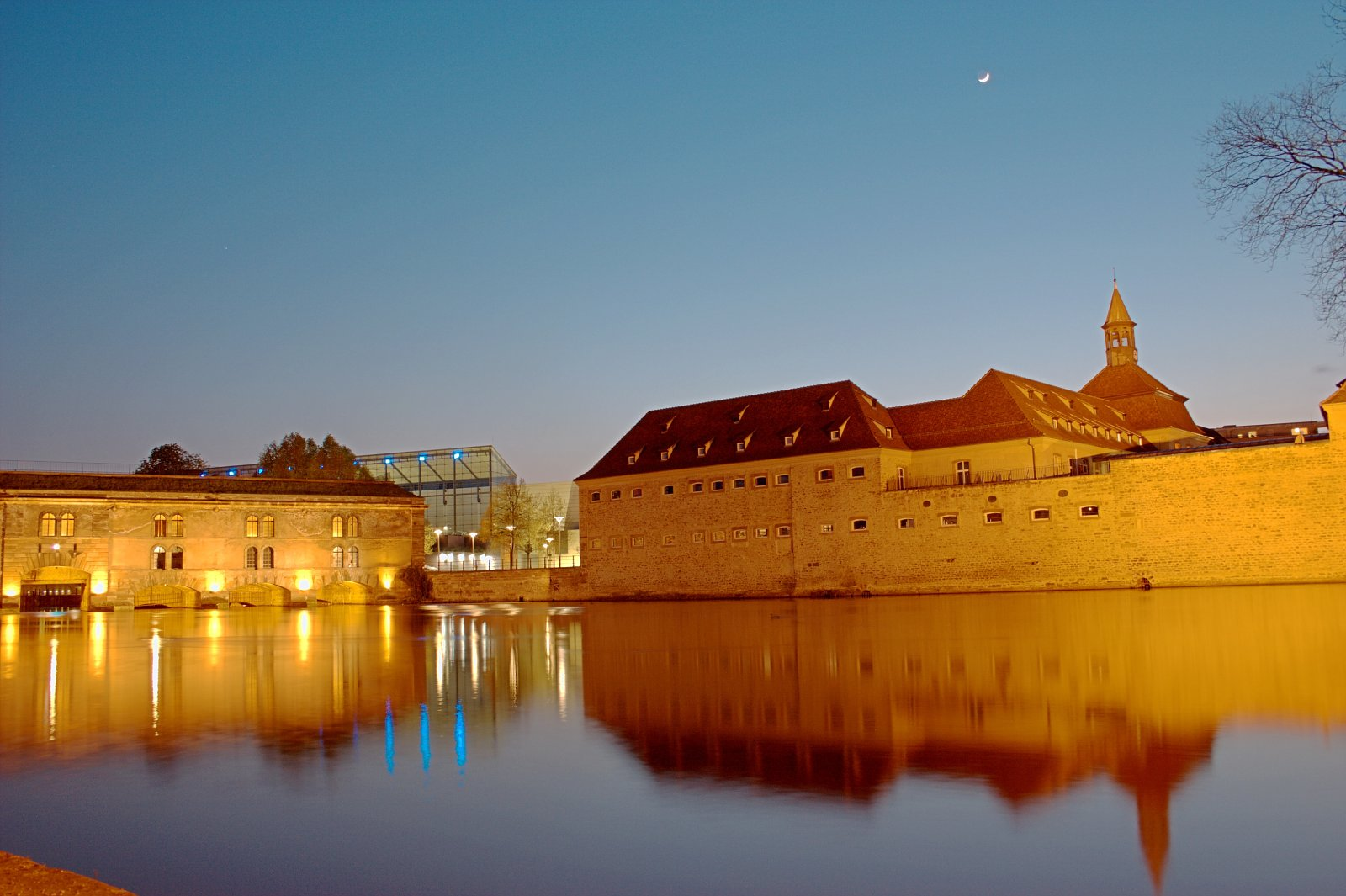
École nationale d'administ (phải), Barrage Vau (trái) và Viện Bảo tàng Nghệ thuật Hiện đại (giữa)

- Opéra national du Rhin (Nhà hát opera Rhein) có đội ngũ trình diễn và dàn nhạc riêng với rất nhiều khán giả trung thành đến từ khắp nơi trong vùng thượng lưu sông Rhein.
- Nghệ nhân carabet Roger Siffer trình diễn show riêng của ông trong Théâtre de la Choucrouterie với trên 20.000 người đến xem hằng năm.
- Vào thời gian Giáng Sinh, chợ Giáng Sinh của Strasbourg là một trong những chợ Giáng sinh đẹp nhất với cây thông khổng lồ trên Quảng trường Kléber, nhiều đặc sản của vùng Alsace và hòa tấu trong các nhà thờ của Strasbourg.
- Musée des Beaux-Arts (Viện Bảo tàng Nghệ thuật) trong Dinh thự Rohan trưng bày các tác phẩm cổ điển của Hans Memling, El Greco, Francisco de Goya, Correggio, Peter Paul Rubens, Jacopo Tintoretto, Paolo Veronese, Giovanni Antonio Canal, Giotto di Bondone, Anthonis van Dyck và Antoine Watteau.
- Musée des Art décoratifs (cũng trong dinh thự Rohan) là một viện bảo tàng về nghệ thuật thủ công với nhiều bộ sưu tập các đồ vật bằng bạc và sứ.
- Trong Musée Alsacien là các tác phẩm nghệ thuật quần chúng và thủ công của vùng Alsace.
- Cũng nổi tiếng là Musée d'art moderne et contemporain (Viện Bảo tàng Nghệ thuật hiện đại và đương đại) với bộ sưu tập các tác phẩm của Gustave Doré, Jean Arp và Victor Brauner.
- Trong Centre Tomi Ungerer là các tác phẩm của nghệ nhân vùng Alsace nổi tiếng này.
- Bắt đầu từ năm 2005, Le Vaisseau, một trung tâm khoa học và kỹ thuật dành cho thiếu nhi và thiếu niên từ 3 đến 15 tuổi, đã làm cho quang cảnh viện bảo tàng Strasbourg thêm phong phú.
- Viện Bảo tàng Khảo cổ trong Dinh thự Rohan trưng bày lịch sử lâu đời của Alsace: từ thời Tiền sử cho đến đầu thời Trung cổ. Khu "Alsace La Mã" trưng bày một bộ sưu tập phong phú các di vật của thời gian từ thế kỉ thứ 1 đến thế kỉ thứ 5 sau Công Nguyên.

## Cơ sở đào tạo

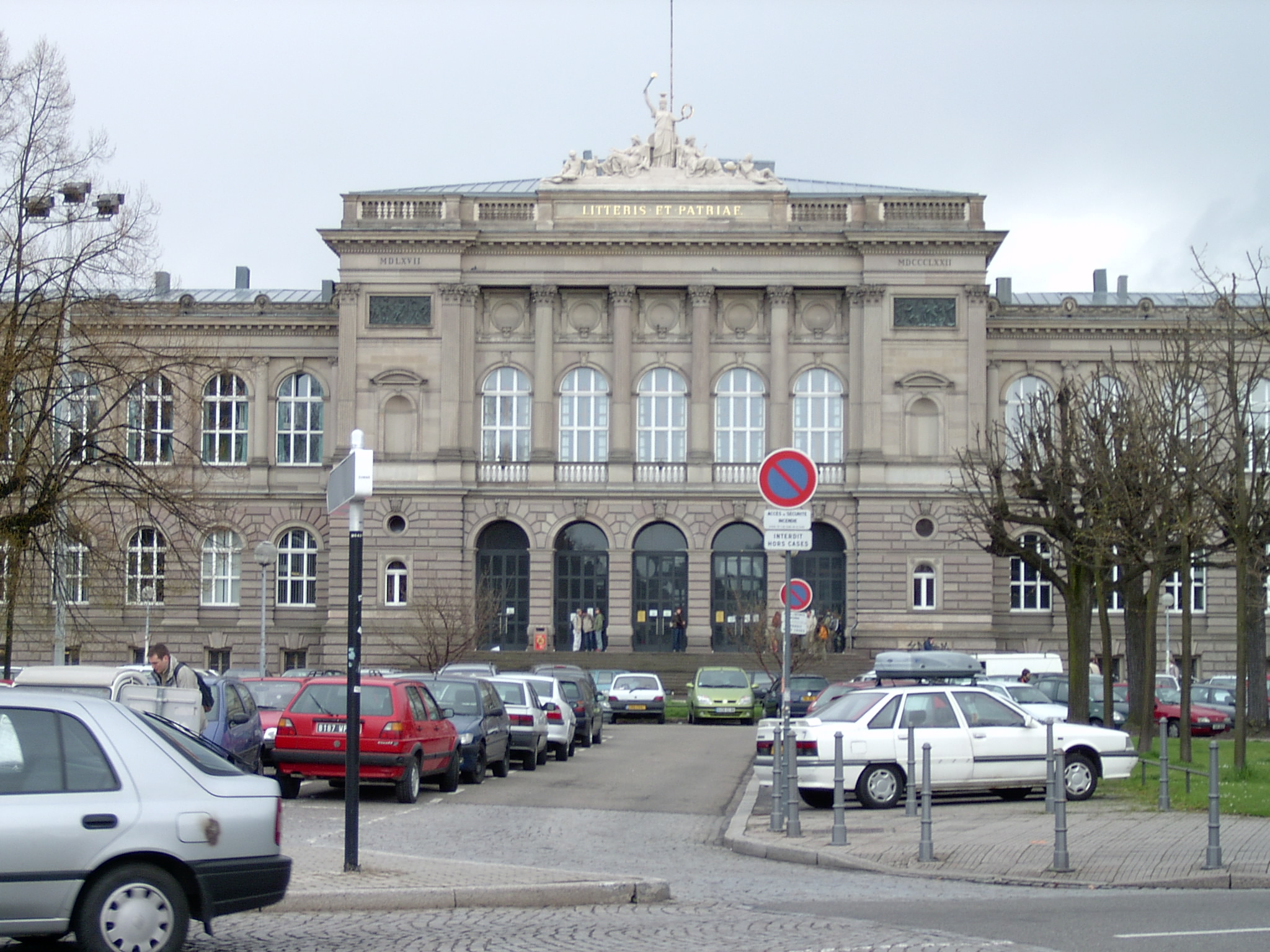
Trường Đại học Strasbourg

Johannes Sturm thành lập trường trung học Tin Lành năm 1538. Ngôi trường được nâng cấp trở thành học viện (académie) năm 1556 và dần dần trở thành Trường Đại học (1621) rồi thành Trường Đại học Hoàng gia (1631). Sau khi Strasbourg thuộc Pháp và đặc biệt là từ cuộc Cách mạng Pháp trường đại học ngày càng biến chuyển trở thành một trường đại học Pháp và trở thành một cực Pháp trong thành phố. Sau cuộc chiến năm 1870, do Pháp mất vùng Alsace nên giới tinh hoa của trường đại học đã rời bỏ Strasbourg. Tuy được tái thành lập sau đó nhưng năm 1918, sau khi Alsace lại thuộc về Pháp, trường lại được biến đổi hoàn toàn thành trở thành một trường đại học Pháp.
Ngày nay Trường Đại học Strasbourg nằm trong "Liên minh châu Âu của các trường đại học Thượng lưu sông Rhein" và có nhiều quan hệ với trường các trường đại học Karlsruhe, Basel, Mühlhausen và trường Đại học Albert Ludwig Freiburg. Do nhà thờ có một vị trí đặc biệt trong vùng Alsace nên trường Đại học Strasbourg là trường đại học duy nhất của Pháp có hai khoa về thần giáo do nhà nước tài trợ (Công giáo và Tin Lành).

## Các cơ quan châu Âu trong Strasbourg
Strasbourg là nơi đặt trụ sở của 
- Quốc hội châu Âu
- Hội đồng châu Âu
- Tòa án Nhân quyền châu Âu
- Ủy ban châu Âu về chất lượng dược phẩm
- Quân đoàn châu Âu
- EURIMAGES (Quỹ hỗ trợ sản xuất phim châu Âu)
- Đài truyền hình Đức-Pháp ARTE
- Ủy ban Trung ương về giao thông tàu thủy trên sông Rhein

## Những người con của thành phố
- 1300 Johannes Tauler, nhà thần học
- Peter Hemmel của Andlau, họa sĩ vẽ trên thủy tinh
- 1457 Sebastian Brant, luật gia, nhà văn, nhà hoạt động nhân đạo
- 1475 Hans Weiditz d. Ä., nhà điêu khắc
- 1487 Johannes Bader, nhà thần học Luther
- 1489 Jakob Sturm của Sturmeck, thị trưởng theo đạo Tin Lành của thành phố, ngày tưởng niệm trong đạo Tin Lành là ngày 30 tháng 10
- 1497 Katharina Zell, nhà văn nữ của phong trào Cải cách Kháng Cách
- 1520 Jacob Frey, nhà văn
- 1537 Martin Montanus, nhà văn và nhà soạn bi kịch
- 1546 Johann Fischart, nhà văn
- 1597 Sebastian Stoskopff, họa sĩ
- 1600 Johann Philipp Abelin, sử gia
- 1621 Albrecht Kauw, họa sĩ
- 1632 Balthasar Bebel, nhà thần học
- 1643 Johann Joachim Zentgraf, nhà thần học
- 1689 Johann Christof Freiherr của Bartenstein, chính khách và nhà ngoại giao ở hoàng cung Wien
- 1721 Henriette Karoline của Pfalz-Zweibrücken, nữ bá tước của Hessen-Darmstadt
- 1724 Dagobert bá tước của Wurmser, nhà quân sự
- 1740 Philipp Jakob Loutherbourg (der Jüngere), họa sĩ
- 1747 Heinrich Leopold Wagner, nhà văn
- 1749 Jean Frédéric Edelmann, nhà soạn nhạc
- 1753 Jean-Baptiste Kléber, tướng quân đội
- 1753 Franz Heinrich Ziegenhagen, nhà xã hội không tưởng
- 1756 Anton Will, nhà y học
- 1757 Charlotte Ackermann, nữ diễn viên
- 1786 Ludwig I., vua của Bayern
- 1796 Georg Wilhelm của Wedekind, nhà lâm học
- 1810 Jean Georges Kastner, nhà soạn nhạc
- 1832 Gustave Doré, họa sĩ, tạo hình và vẽ tranh minh họa
- 1832 Charles Friedel, nhà hóa học
- 1837 Émile Waldteufel, nhà soạn nhạc
- 1852 Georg Friedrich Eugen Kastner, nhà vật lý học
- 1855 Paul Émile Appell, nhà toán học
- 1863 Hugo Becker, nhà soạn nhạc
- 1873 Heinrich Emil Timerding, nhà toán học
- 1875 Carl Wendling, nhạc sĩ, hiệu trưởng trường Đại học Âm nhạc Stuttgart
- 1886 Wolfgang Windelband, sử gia
- 1886 Hans hay Jean Arp, họa sĩ, nhà điêu khắc và nhà thơ
- 1891 Charles Münch, nhạc trưởng dàn nhạc
- 1897 Rudolf Schwarz, kiến trúc sư
- 1900 Erich Welter, nhà báo và nhà kinh tế học
- 1906 Hans Bethe, nhận Giải thưởng Nobel về vật lý
- 1909 Hans-Otto Meissner, nhà ngoại giao và nhà văn
- 1910 Max Bense, triết gia, nhà văn và nhà xuất bản
- 1920 Camille Claus, họa sĩ
- 1923 Marcel Marceau, diễn viên kịch câm
- 1923 Germain Muller, chính trị gia, nghệ sĩ cabaret và nhà thơ
- 1929 Claude Rich, diễn viên
- 1931 Tomi Ungerer, nhà vẽ tranh minh họa và tạo hình
- 1942 Wolfgang Huber, giám mục
- 1949 Arsène Wenger, huấn luyện viên bóng đá
- 1971 Yann Wehrling, bí thư đảng Les Verts (Đảng Xanh)
- 1975 Valérien Ismaël, vận động viên bóng đá
- 1976 Armando Teixeira (Petit), vận động viên bóng đá
- 1975 (?) Salomé Haller, nữ ca sĩ opera
- 1978 Mehdi Baala, vận động viên điền kinh
- 1982 Paul-Henri Mathieu, vận động viên quần vợt chuyên nghiệp
- 1985 Matthieu Totta tức M. Pokora, ca sĩ

## Thành phố kết nghĩa
Strasbourg kết nghĩa với các thành phố:
- Boston, Hoa Kỳ, từ năm 1960[4][5]
- Leicester, United Kingdom, từ năm 1960[4][6][7]
- Stuttgart, Đức, từ năm 1962[4][8]
- Dresden, Đức, từ năm 1990[4][9]
- Ramat Gan, Israel, từ năm 1991[4][10]
- Oran, Algérie, từ ngày 1 tháng 4 năm 2013[11]

## Hình ảnh

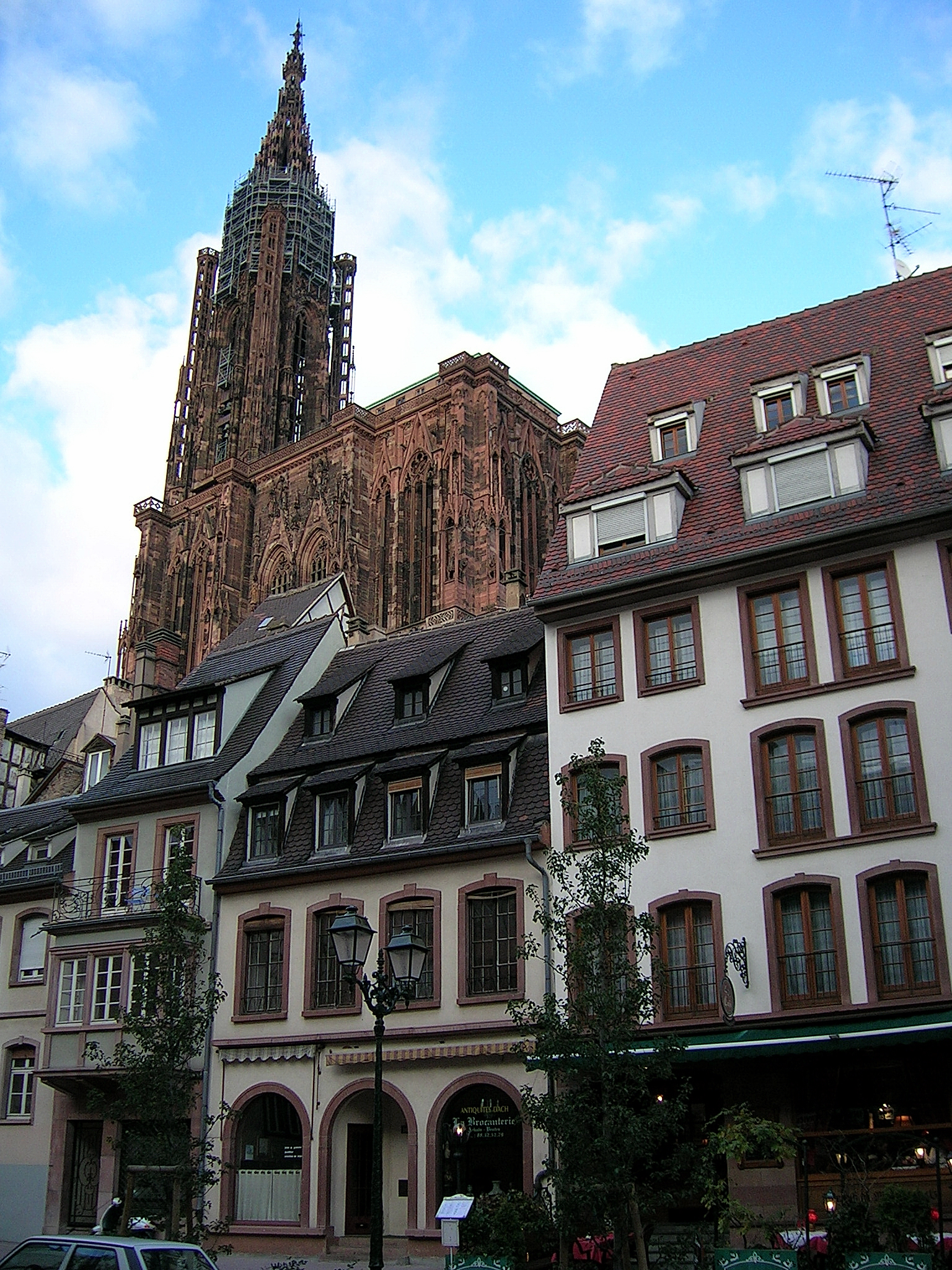
Nhà thờ lớn Strasbourg
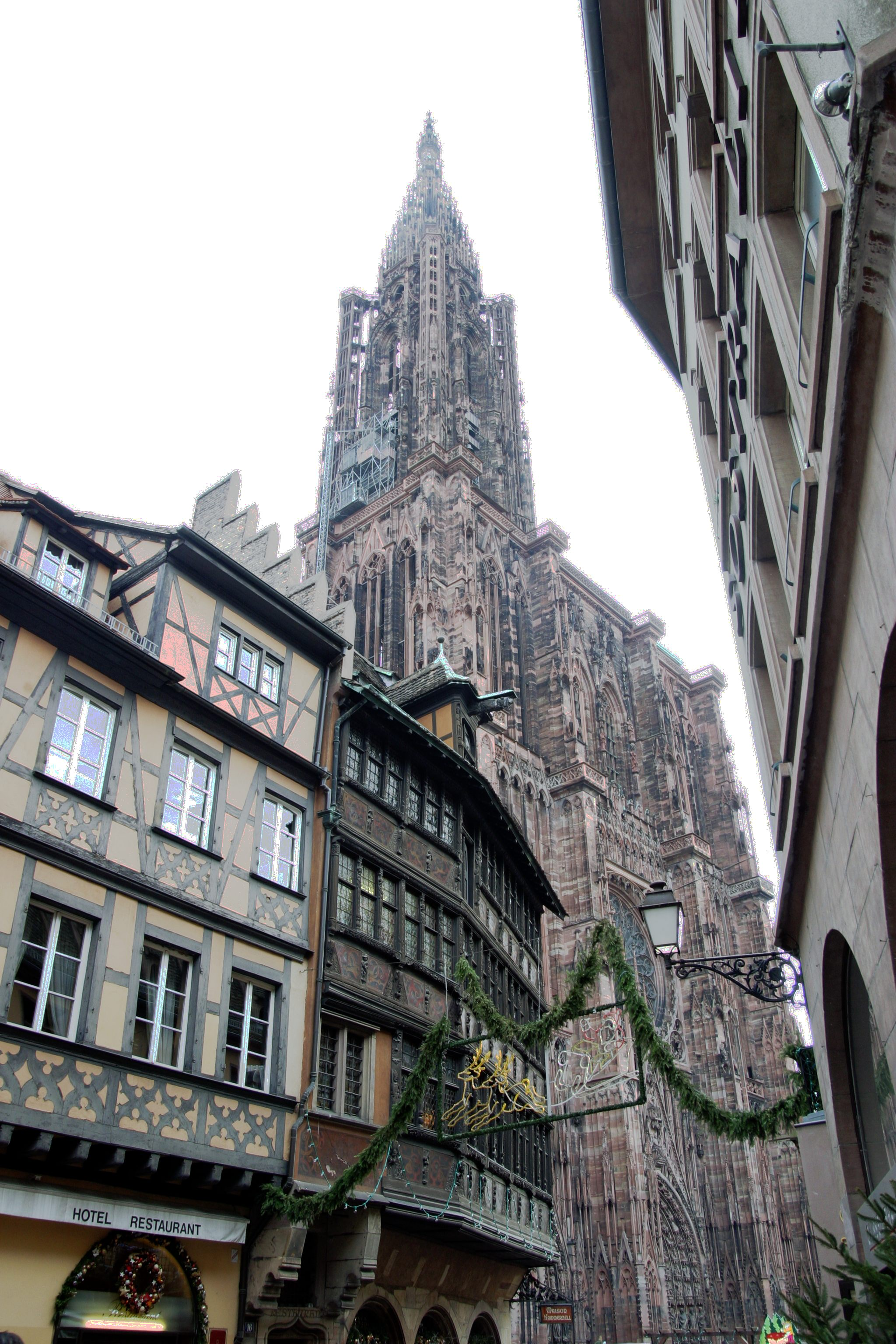
Tháp nhà thờ và ngôi nhà Kammerzell
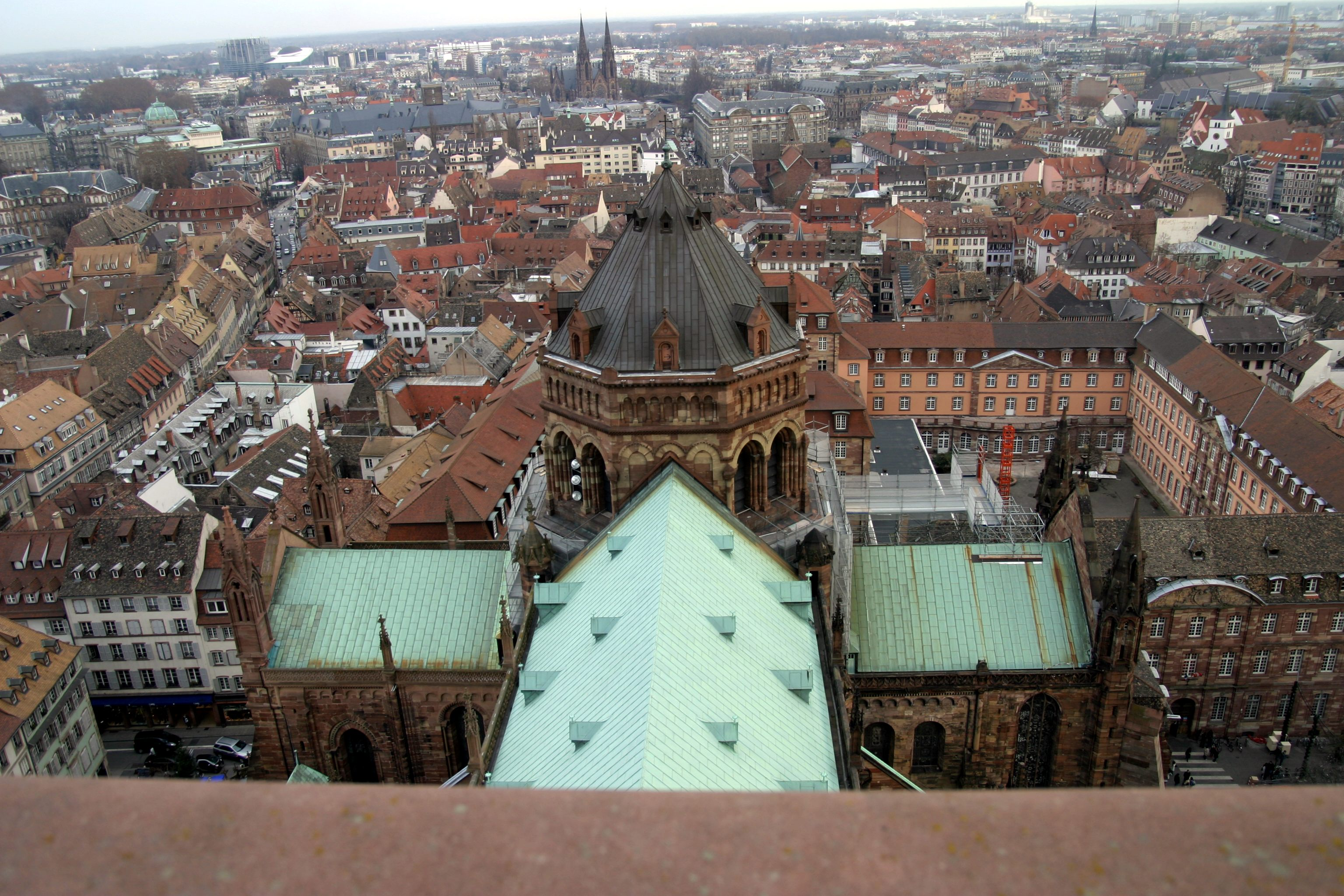
Nhìn từ Nhà thờ Lớn Strasbourg
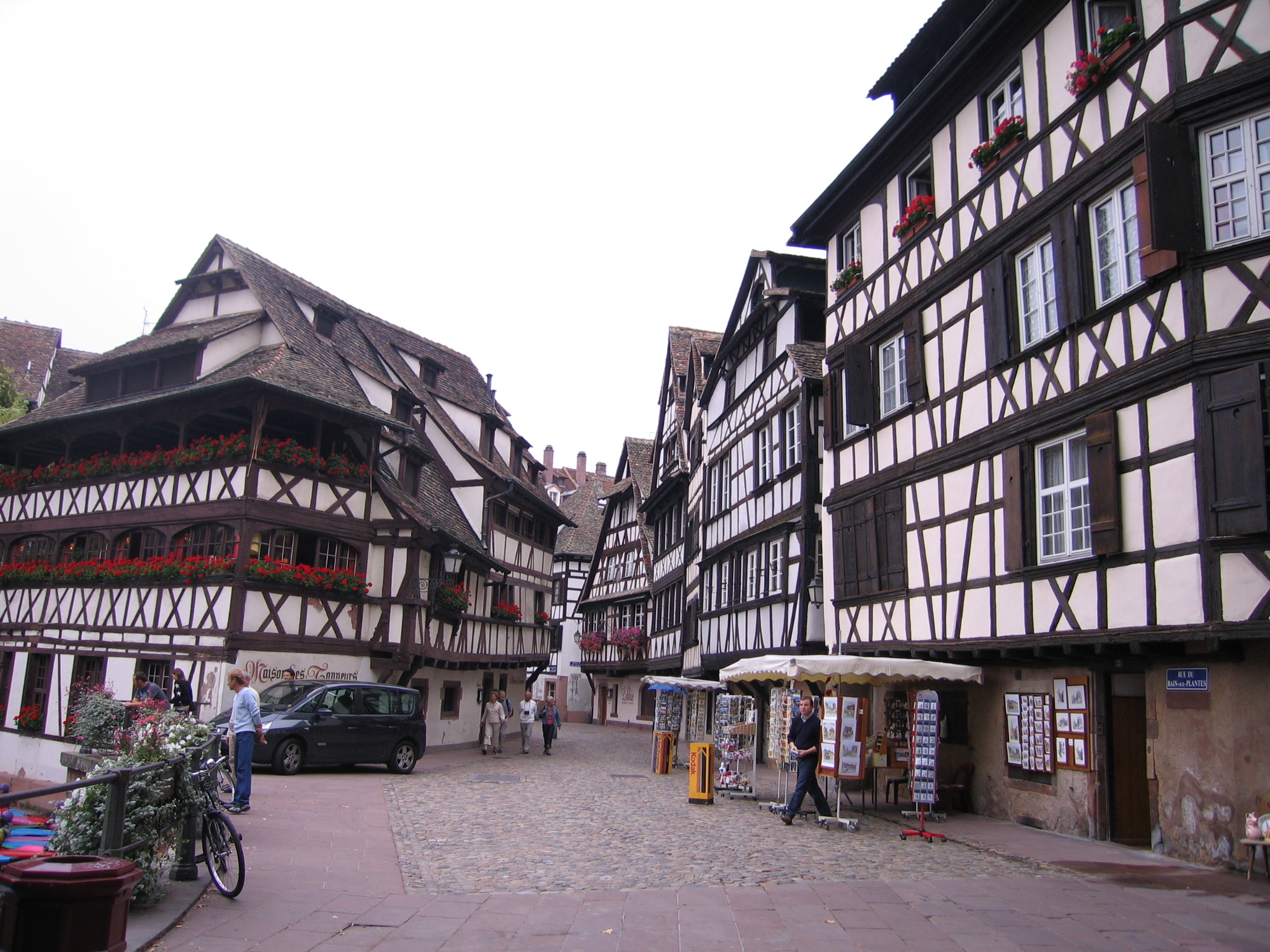
Một con đường trong Petite France
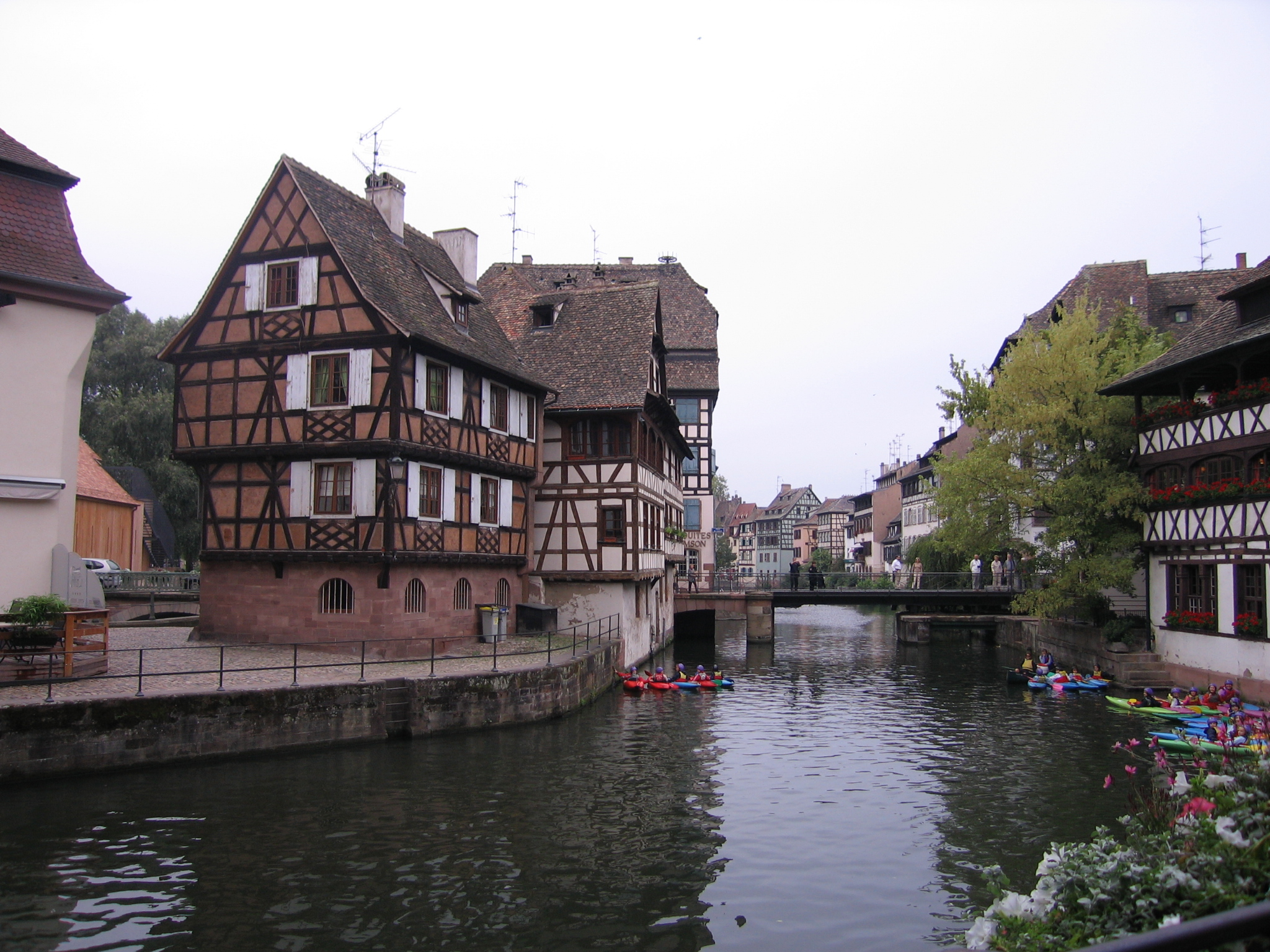
Sông Ill trong Petite France
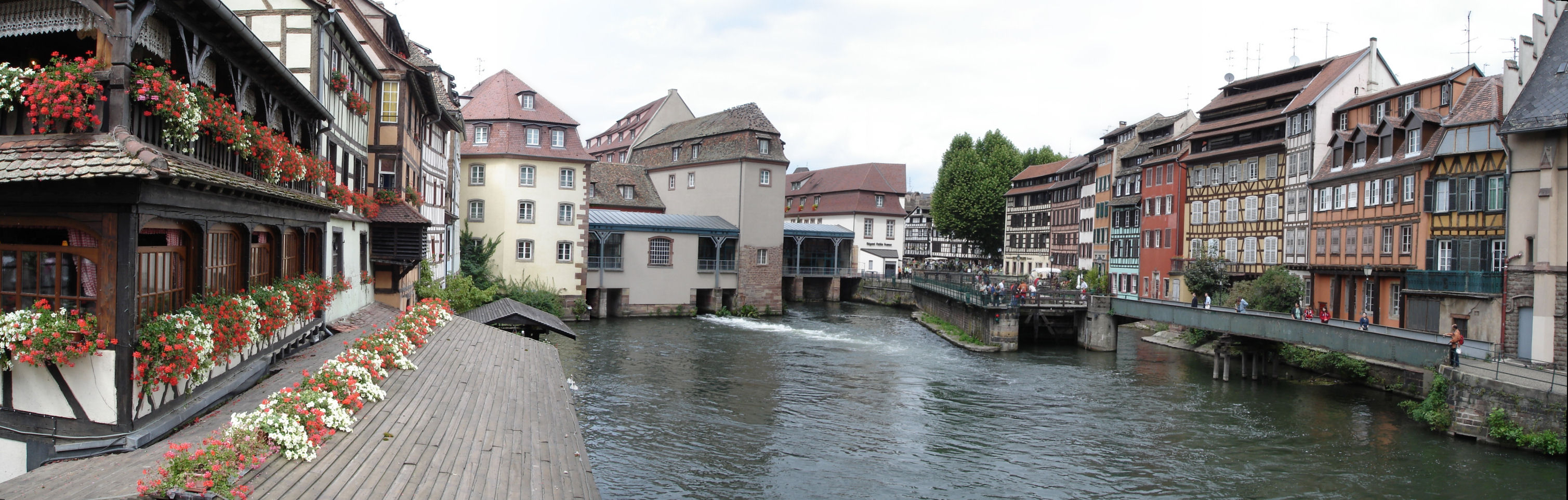
Toàn cảnh khu phố Petite France
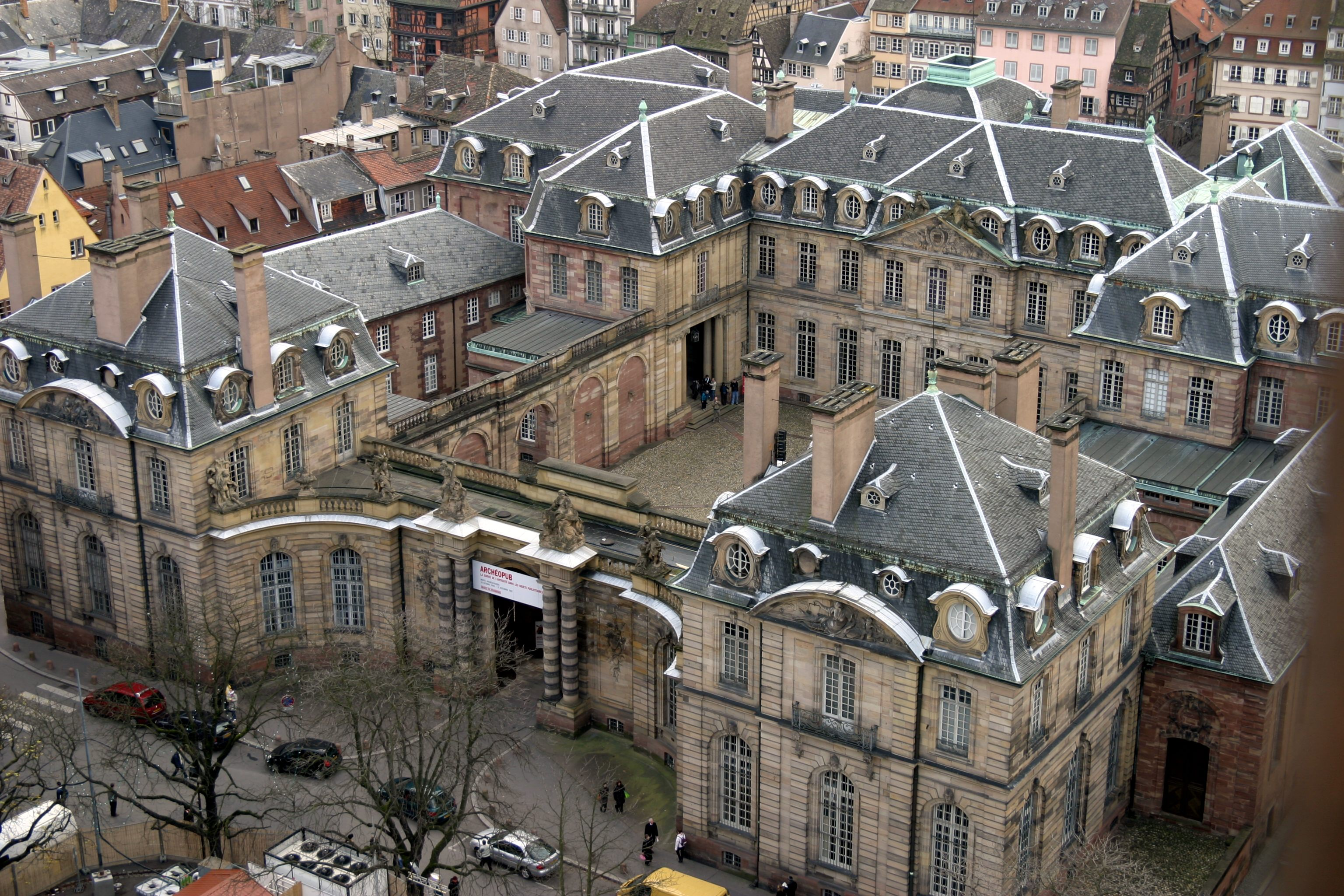
Dinh thự Rohan
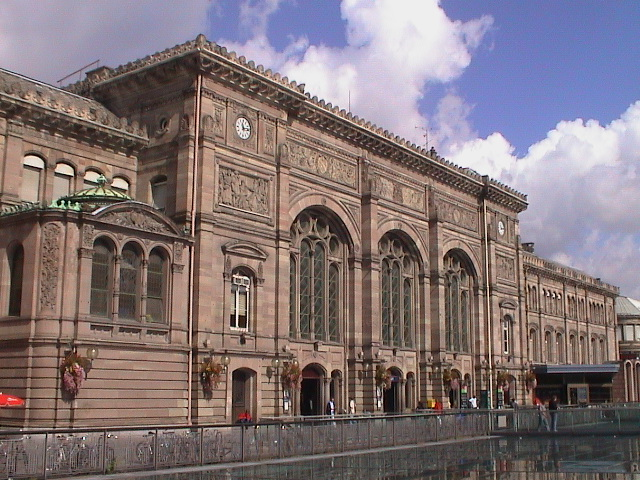
Nhà ga chính
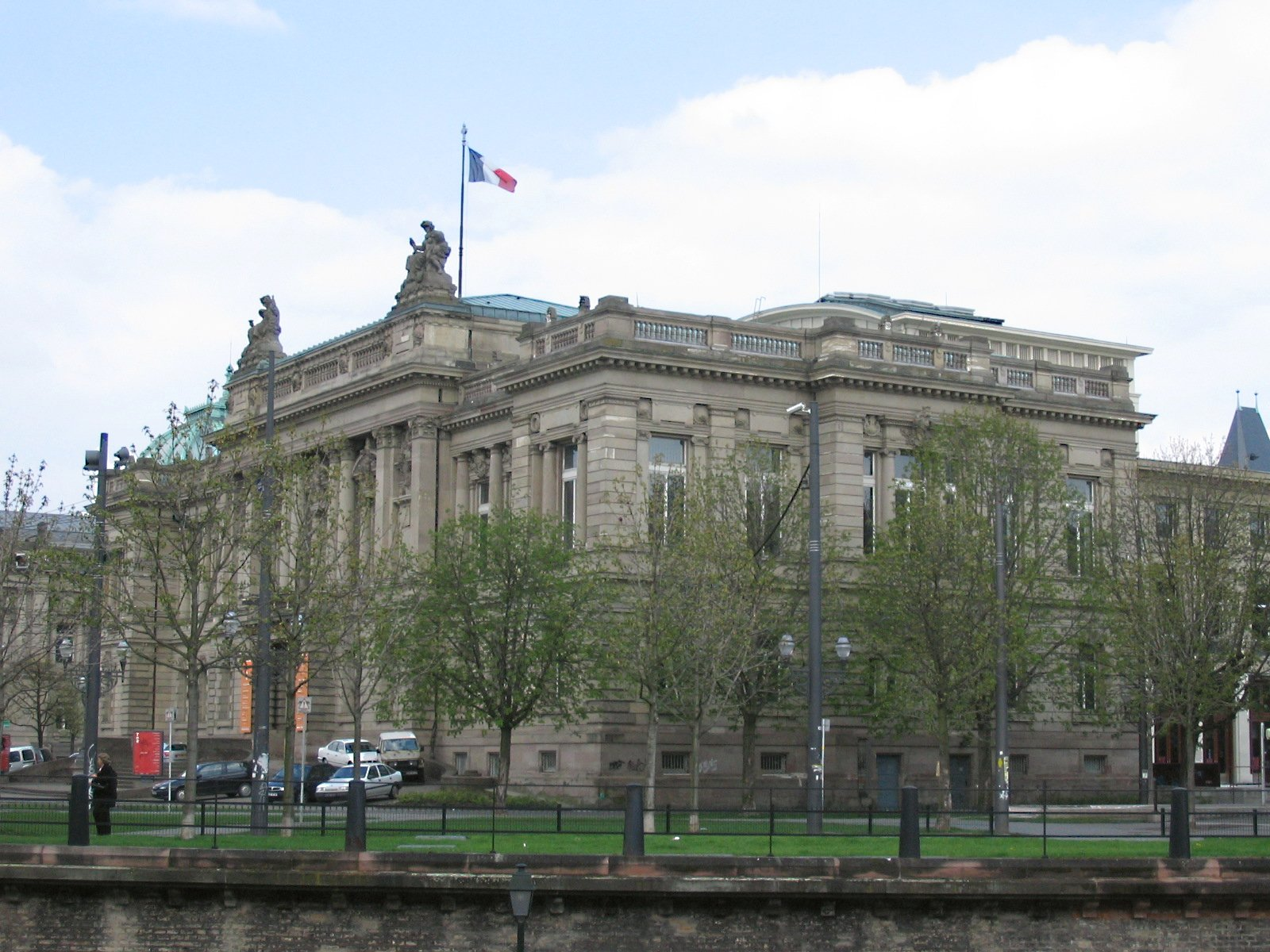
Nhà hát Quốc gia
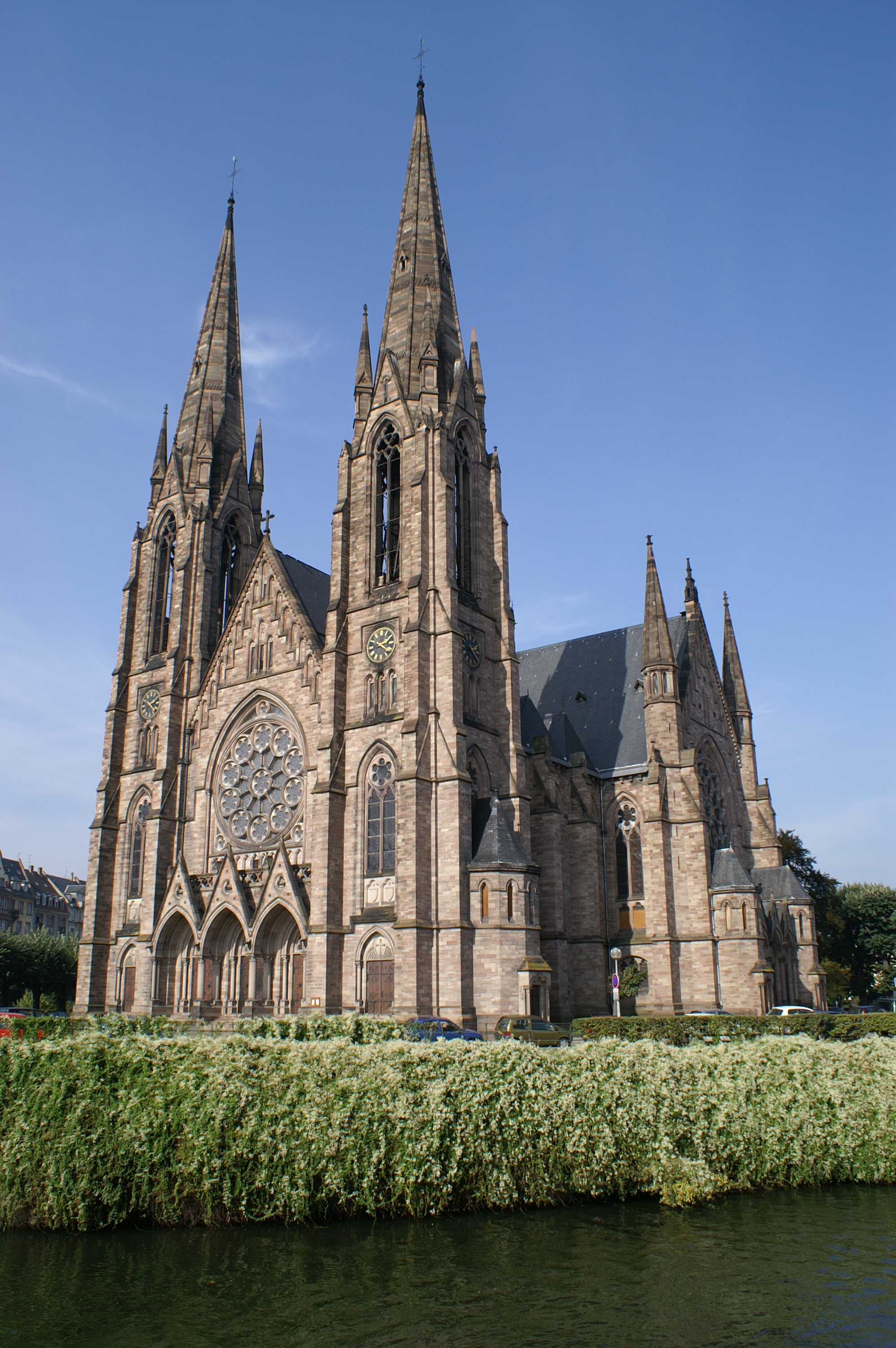
Nhà thờ Saint-Paul
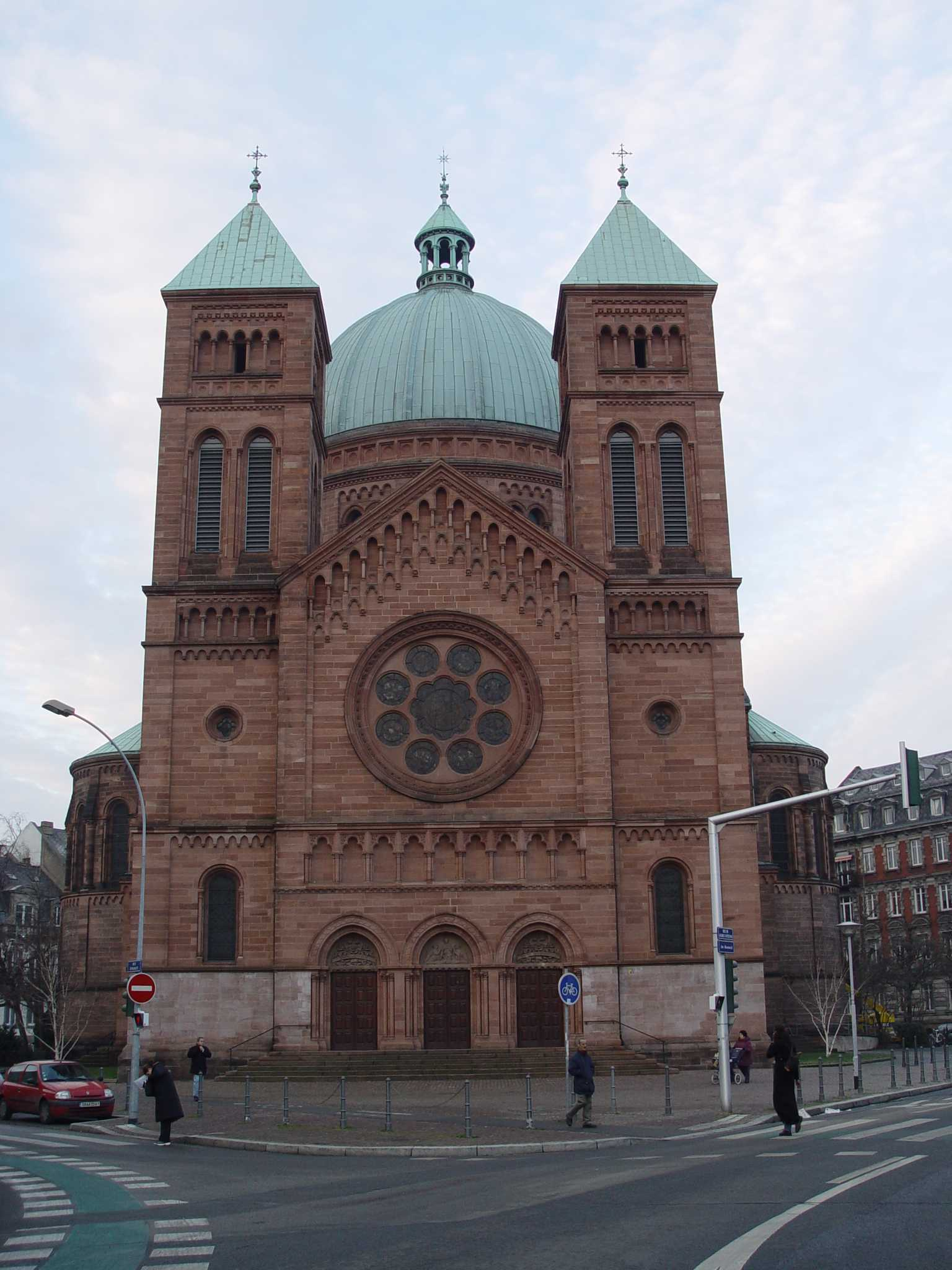
Nhà thờ Công giáo Saint-Pierre-le-Jeune
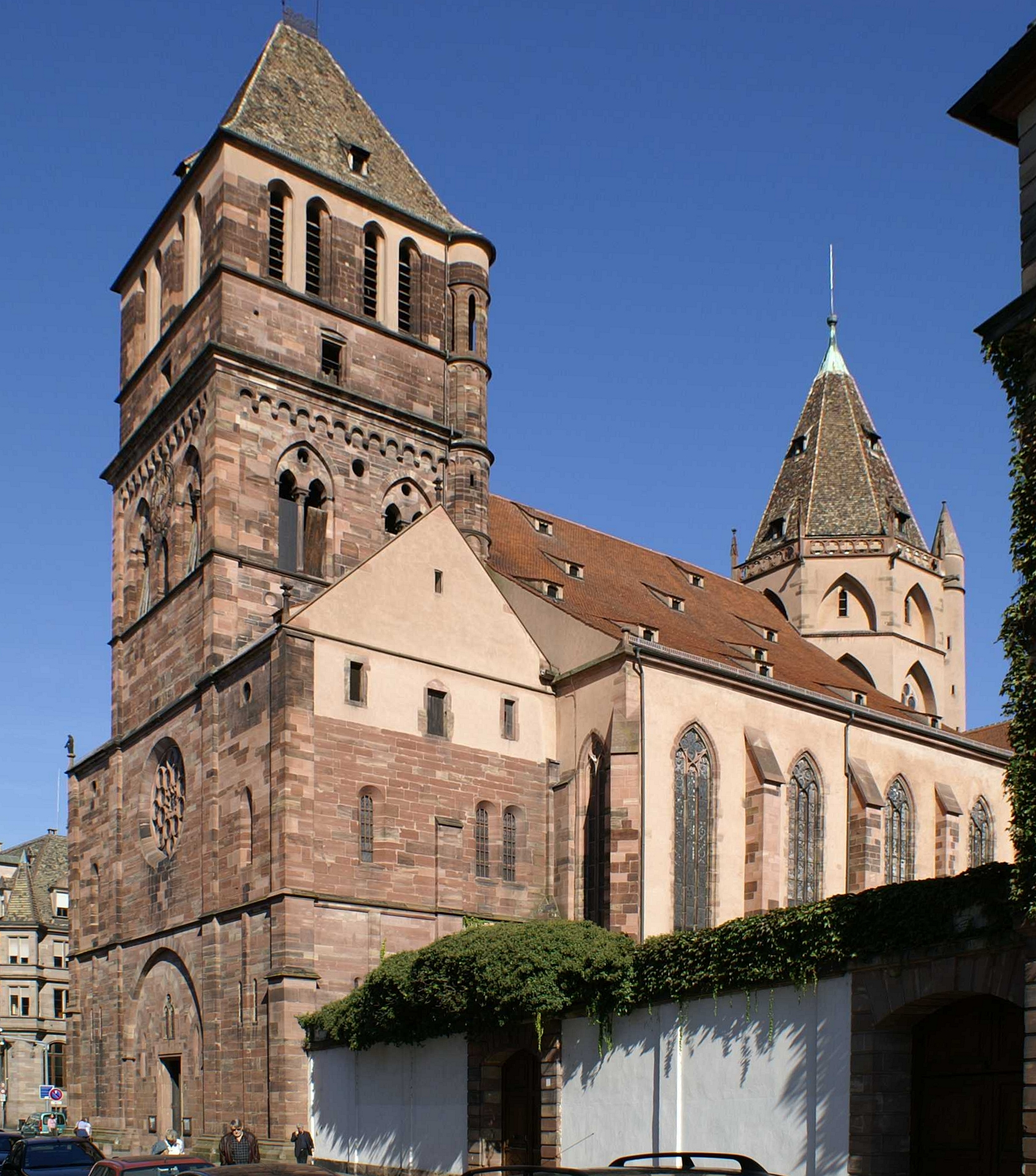
Nhà thờ Thánh Thomas
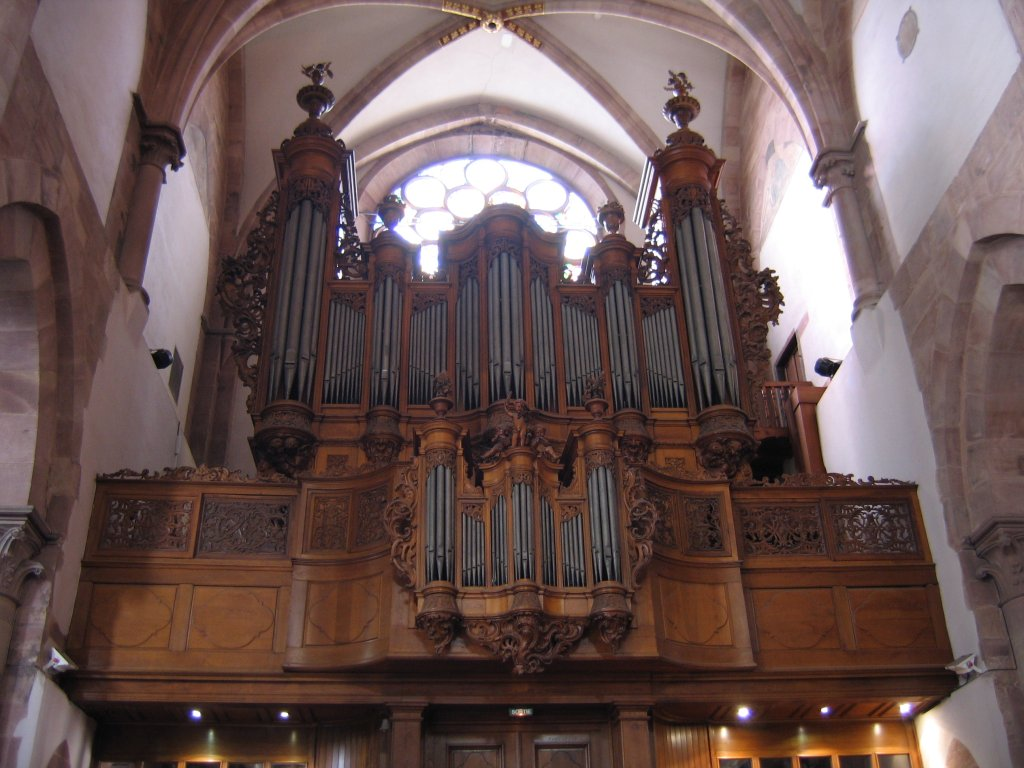
Đàn ống nổi tiếng trong Nhà thờ Saint-Thomas
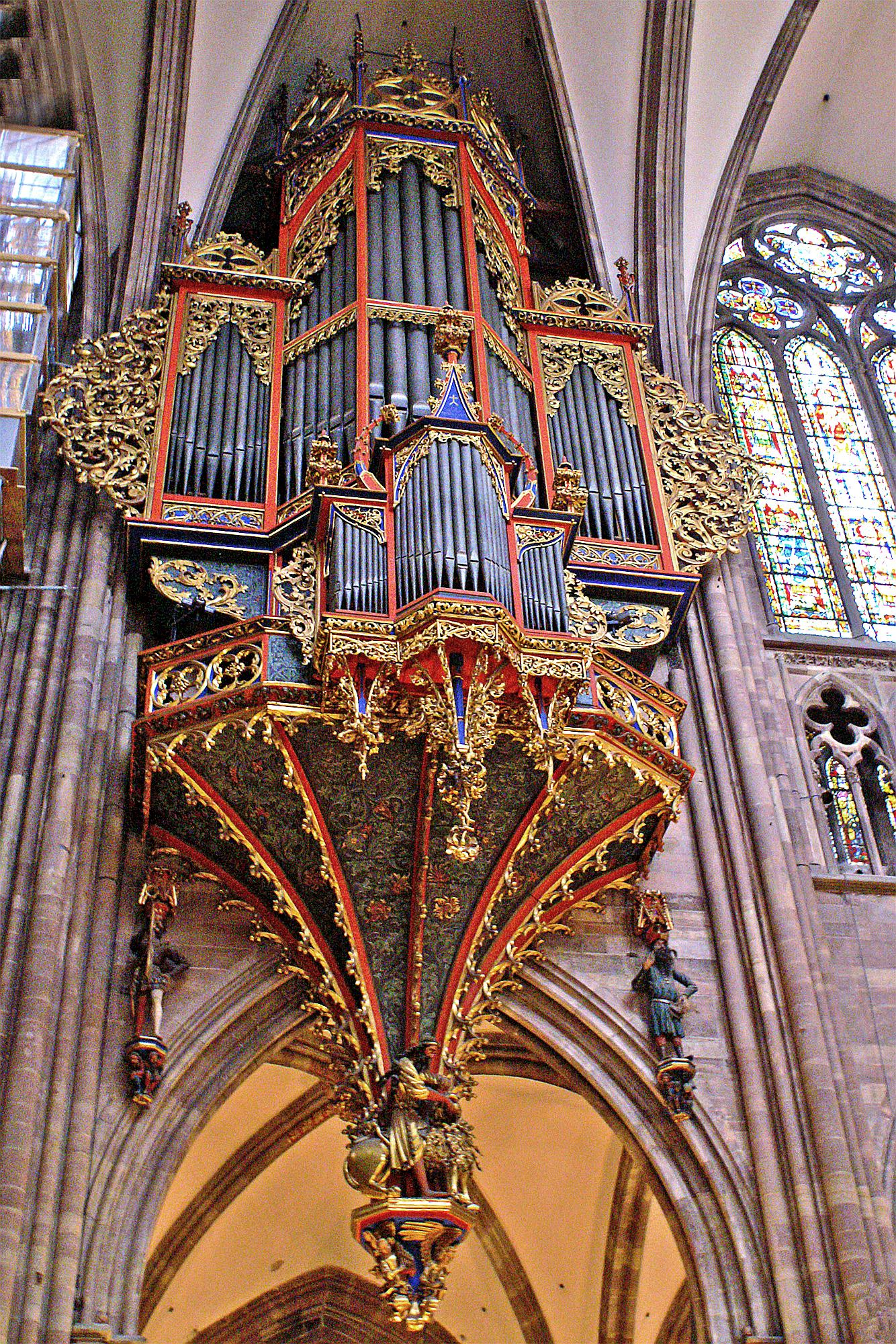
Đàn ống trong Nhà thờ lớn Strasbourg
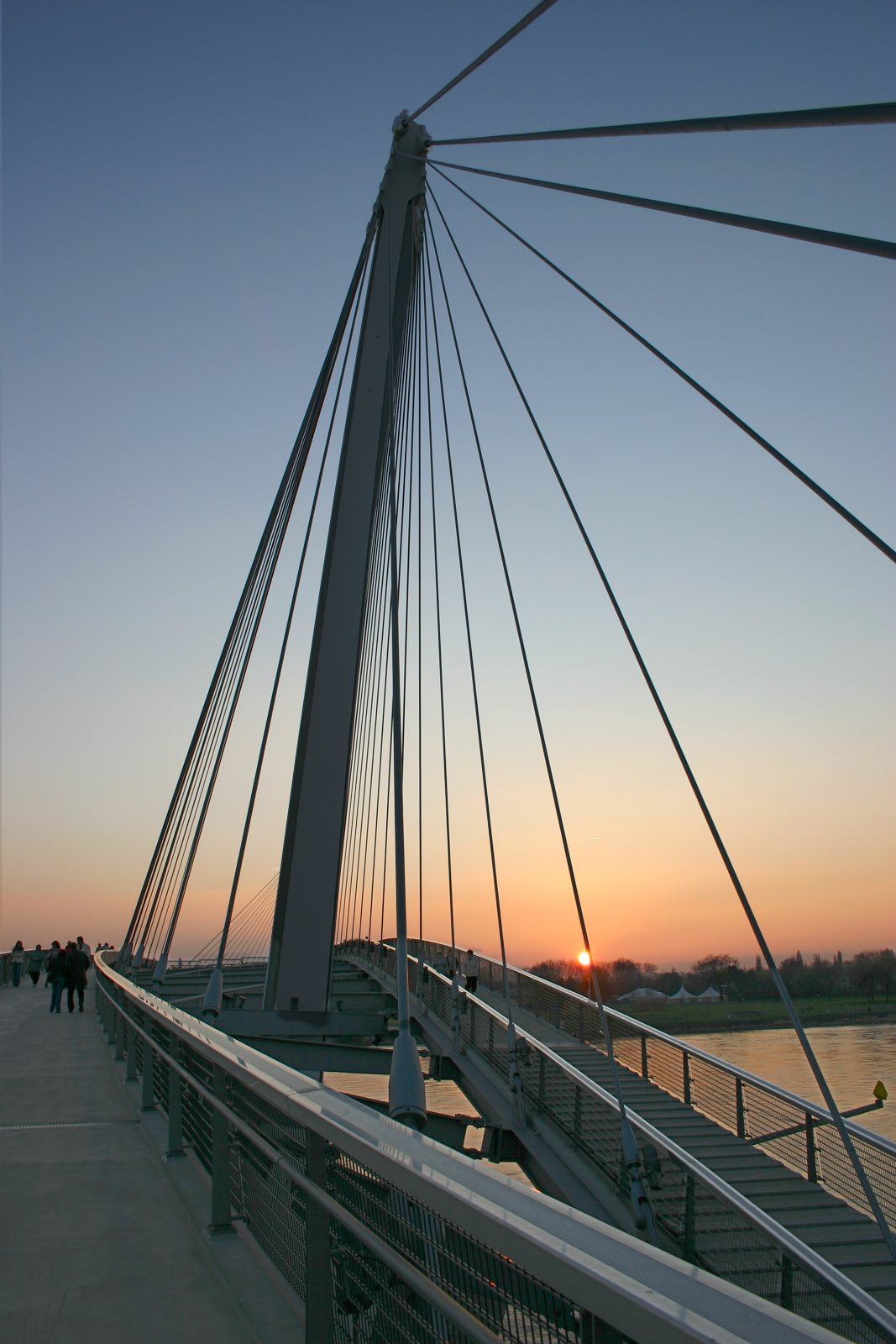
Cầu Mimram dành cho người đi bộ giữa hai thành phố Strasbourg và Kehl (Đức)
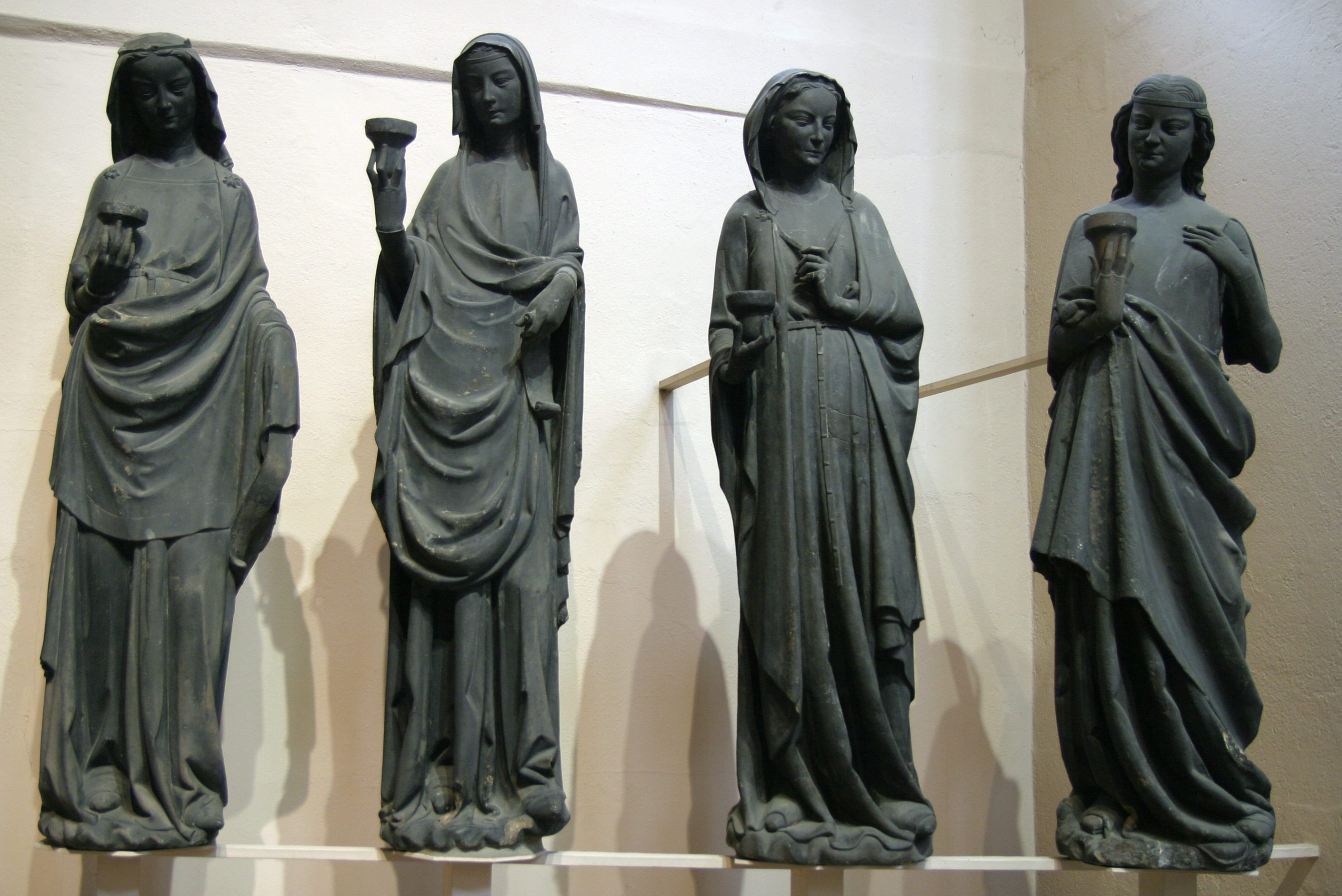
Tác phẩm trong Musée de l'Oeuvre Notre-Dame
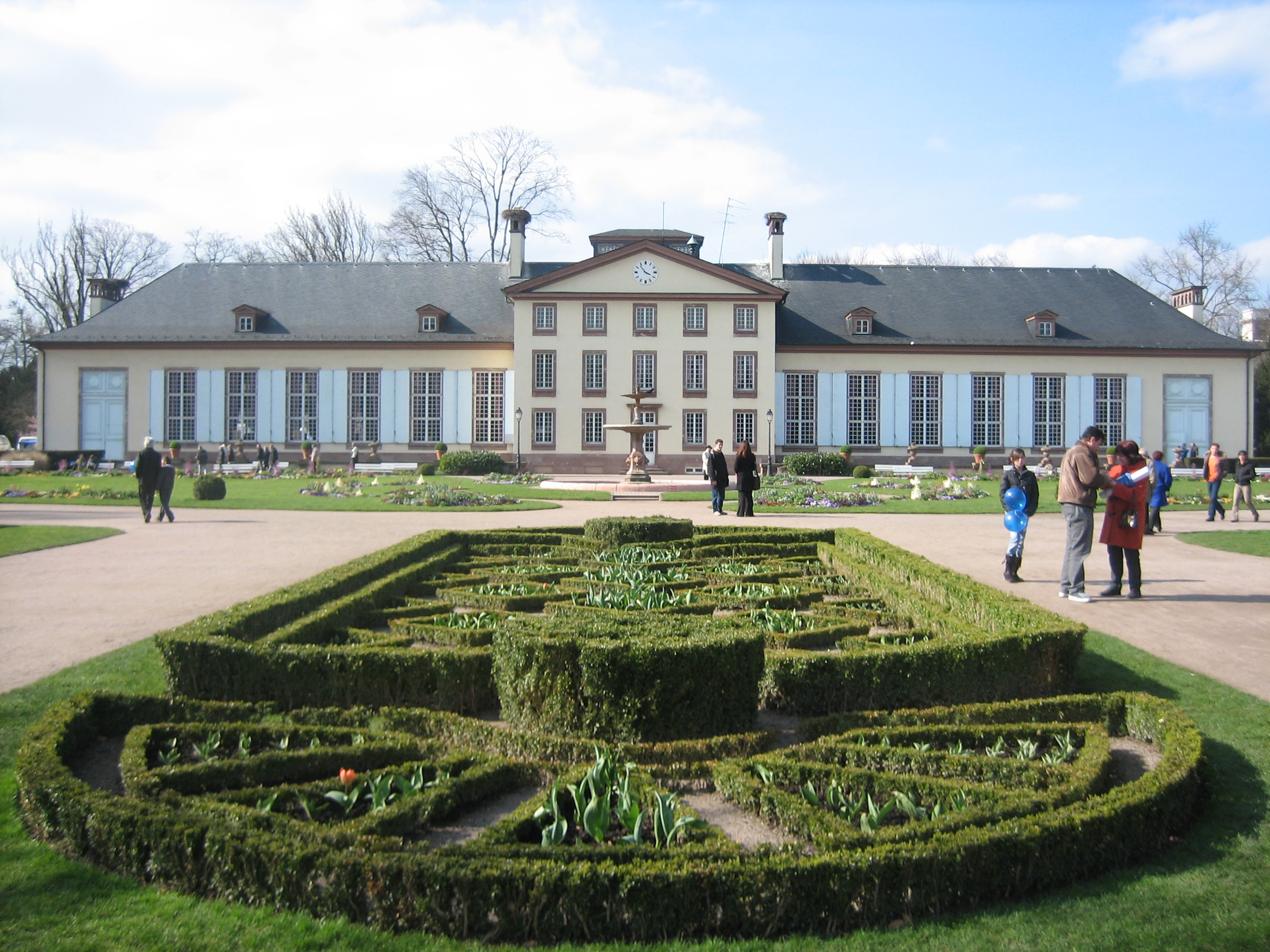
Pavillon Joséphine trong Parc de l'Orangerie
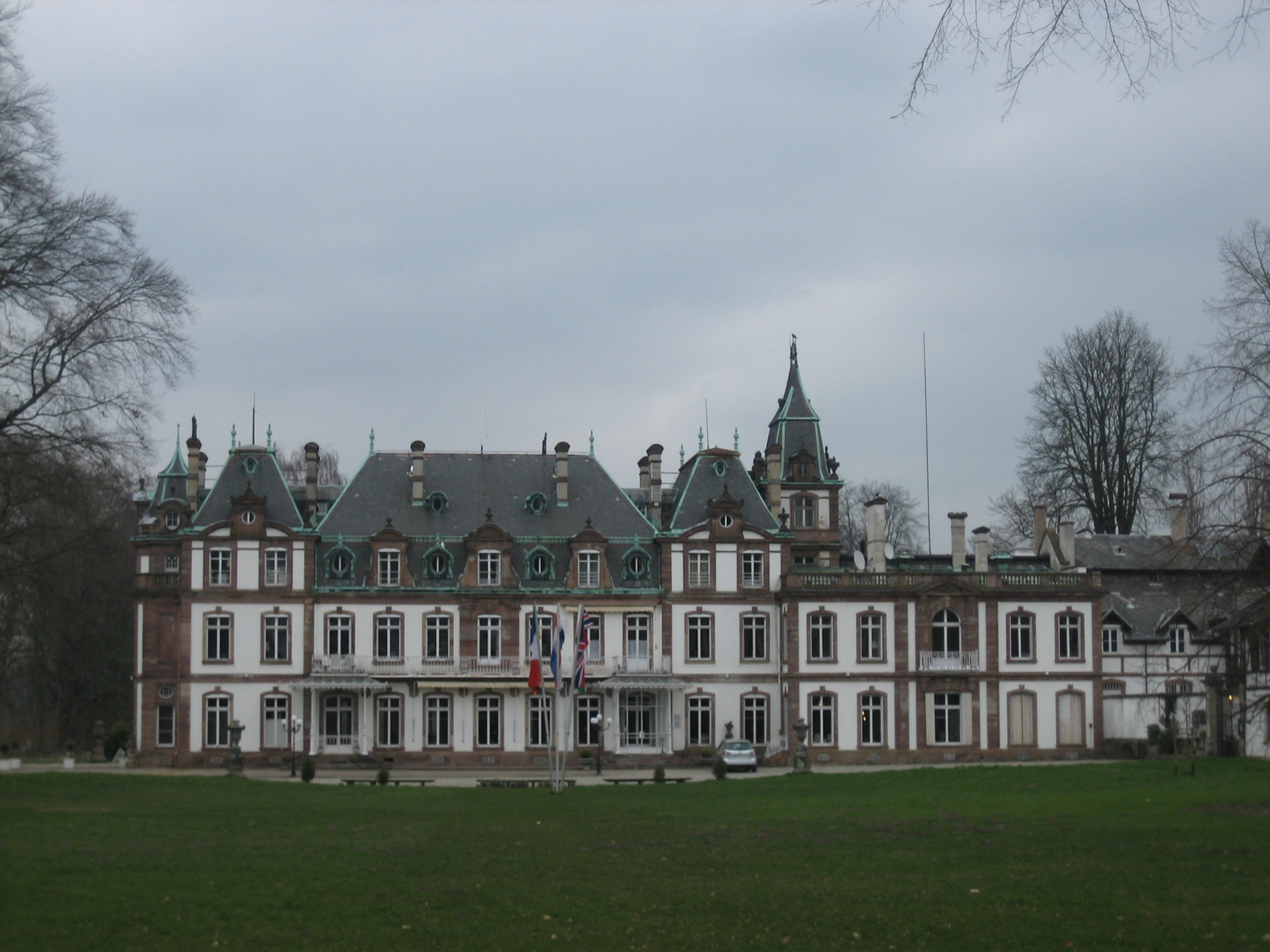
Lâu đài Pourtalès